# FC Twente in het seizoen 2010/11 (mannen)
Het seizoen 2010/2011 was het 46e jaar in het bestaan van de Enschedese voetbalclub FC Twente. De Tukkers waren titelhouder in de Nederlandse Eredivisie en namen verder deel aan het toernooi om de KNVB beker en de UEFA Champions League 2010/11. De club begon het seizoen met een nieuwe trainer. Michel Preud'homme werd overgenomen van AA Gent, nadat Steve McClaren voor een overgang naar VfL Wolfsburg koos. Gedurende het seizoen werden zowel de Johan Cruijff Schaal als de KNVB beker gewonnen. In de competitie eindigde de ploeg als tweede. Tevens werden de kwartfinales van de Europa League bereikt, nadat de ploeg in de groepsfase van de Champions League derde werd.
Naast het elftal werden er ook diverse individuele prijzen gewonnen. Zo won Theo Janssen de Gouden Schoen en werd Wout Brama verkozen tot Gilette Speler van het Jaar door Voetbal International. Ook de trainer, Michel Preud'homme, viel in de prijzen. Hij won de Rinus Michels Award.

## Selectie en technische staf
Michel Preud'homme kon in zijn selectie beschikken over een drietal doelmannen. De ervaren Sander Boschker, het talent Nikolaj Michajlov en derde doelman Wilko de Vogt. In de verdediging bestond het centrum uit aanvoerder Peter Wisgerhof en Douglas. Oguchi Onyewu en Rasmus Bengtsson moesten doorgaans genoegen nemen met een plaats op de bank. Voor rechtsachter had de oefenmeester de keus uit Roberto Rosales en Dwight Tiendalli, al kon de laatste ook op de linksback positie worden ingezet. Daar had hij tevens keus uit Nicky Kuiper en Bart Buysse.
Het middenveld bestond uit Wout Brama en Theo Janssen, aangevuld met Denny Landzaat, Arnold Bruggink, Alexander Bannink, Thilo Leugers of een aanvaller. In de spits stond Marc Janko, met als back-up de 19-jarige Luuk de Jong. Op de vleugels was er de keus uit Emir Bajrami, Nacer Chadli, Bryan Ruiz en Ola John.
| Nr. |                                        | Naam                    | Positie      | Leeft. | Seiz. |
| --- | -------------------------------------- | ----------------------- | ------------ | ------ | ----- |
| 1   | Vlag van Nederland                     | Sander Boschker         | Doelman      | 39     | 21e   |
| 2   | Vlag van Verenigde Staten              | Oguchi Onyewu           | Verdediger   | 28     | 1e    |
| 3   | Vlag van Nederland                     | Nicky Kuiper            | Verdediger   | 21     | 2e    |
| 4   | Vlag van Nederland                     | Peter Wisgerhof         | Verdediger   | 30     | 3e    |
| 5   | Vlag van Zweden                        | Rasmus Bengtsson        | Verdediger   | 24     | 1e    |
| 6   | Vlag van Nederland                     | Wout Brama              | Middenvelder | 23     | 6e    |
| 7   | Vlag van Nederland                     | Denny Landzaat          | Middenvelder | 34     | 1e    |
| 8   | Vlag van Nederland                     | Theo Janssen            | Middenvelder | 29     | 3e    |
| 9   | Vlag van Nederland                     | Luuk de Jong            | Aanvaller    | 19     | 2e    |
| 10  | Vlag van Costa Rica                    | Bryan Ruiz              | Aanvaller    | 24     | 2e    |
| 11  | Vlag van Zweden                        | Emir Bajrami            | Aanvaller    | 22     | 1e    |
| 13  | Vlag van Bulgarije                     | Nikolaj Michajlov       | Doelman      | 22     | 4e    |
| 14  | Vlag van Zuid-Afrika                   | Bernard Parker          | Aanvaller    | 24     | 2e    |
| 15  | Vlag van Venezuela                     | Roberto Rosales         | Verdediger   | 21     | 1e    |
| 16  | Vlag van Nederland                     | Wilko de Vogt           | Doelman      | 34     | 1e    |
| 17  | Vlag van Nederland                     | Arnold Bruggink         | Middenvelder | 33     | 5e    |
| 19  | Vlag van Brazilië                      | Douglas Franco Teixeira | Verdediger   | 22     | 4e    |
| 21  | Vlag van Oostenrijk                    | Marc Janko              | Aanvaller    | 27     | 1e    |
| 22  | Vlag van België · Vlag van Marokko     | Nacer Chadli            | Aanvaller    | 20     | 1e    |
| 23  | Vlag van België                        | Bart Buysse             | Verdediger   | 24     | 1e    |
| 25  | Vlag van Marokko                       | Anouar Diba             | Middenvelder | 27     | 1e    |
| 25  | Vlag van Nederland                     | Alexander Bannink       | Middenvelder | 20     | 1e    |
| 27  | Vlag van Kroatië                       | Dario Vujičević         | Middenvelder | 20     | 3e    |
| 33  | Vlag van Nederland · Vlag van Suriname | Dwight Tiendalli        | Verdediger   | 24     | 2e    |
| 34  | Vlag van Duitsland                     | Thilo Leugers           | Middenvelder | 19     | 1e    |
| 44  | Vlag van Nederland · Vlag van Liberia  | Ola John                | Aanvaller    | 18     | 1e    |

|                    | Naam                | Functie                            |
| ------------------ | ------------------- | ---------------------------------- |
| Vlag van België    | Michel Preud'homme  | Hoofdtrainer / Technisch directeur |
| Vlag van Nederland | Alfred Schreuder    | Assistent trainer                  |
| Vlag van Nederland | Boudewijn Pahlplatz | Assistent trainer                  |
| Vlag van Nederland | Cees Lok            | Technisch Manager                  |
| Vlag van Nederland | Kees van Wonderen   | Assistent Technisch Manager        |
| Vlag van Nederland | Toon Renes          | Elftalbegeleider                   |
| Vlag van Nederland | Martin Huizing      | Fysiektrainer                      |
| Vlag van Nederland | Theo Snelders       | Keeperstrainer                     |
| Vlag van Nederland | Rob Boudrie         | Videoanalist                       |
| Vlag van Syrië     | Jacob Malki         | Materiaalverzorger                 |
| Vlag van Nederland | Gekie Meins         | Hoofd medische staf                |
| Vlag van Nederland | Rob Ouderland       | Manager medische zaken             |
| Vlag van Nederland | Ralph Speerstra     | Fysiotherapeut                     |
| Vlag van Nederland | Marco Vlierhaar     | Fysiotherapeut                     |

| Michajlov Rosales Wisgerhof Douglas Tiendalli Brama De Jong Janssen Bryan Janko Chadli |
| Meest gebruikelijke formatie.                                                          |

## Transfers

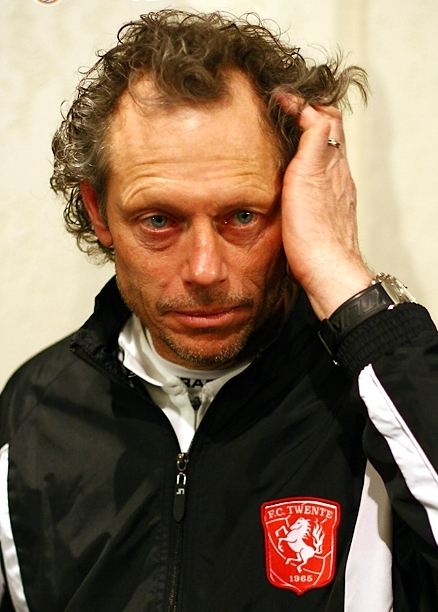
Met Michel Preud'homme legde Twente een nieuwe oefenmeester vast.

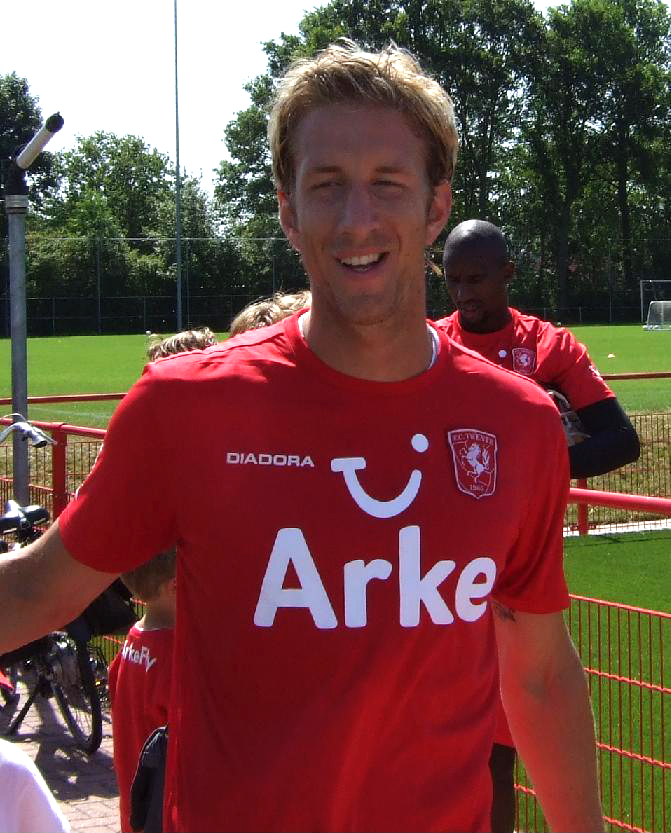
FC Twente haalde Marc Janko voor een recordbedrag.

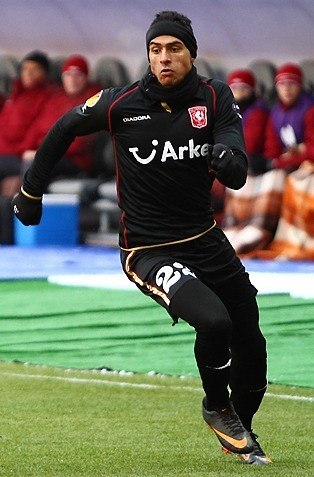
Chadli kwam over van AGOVV.

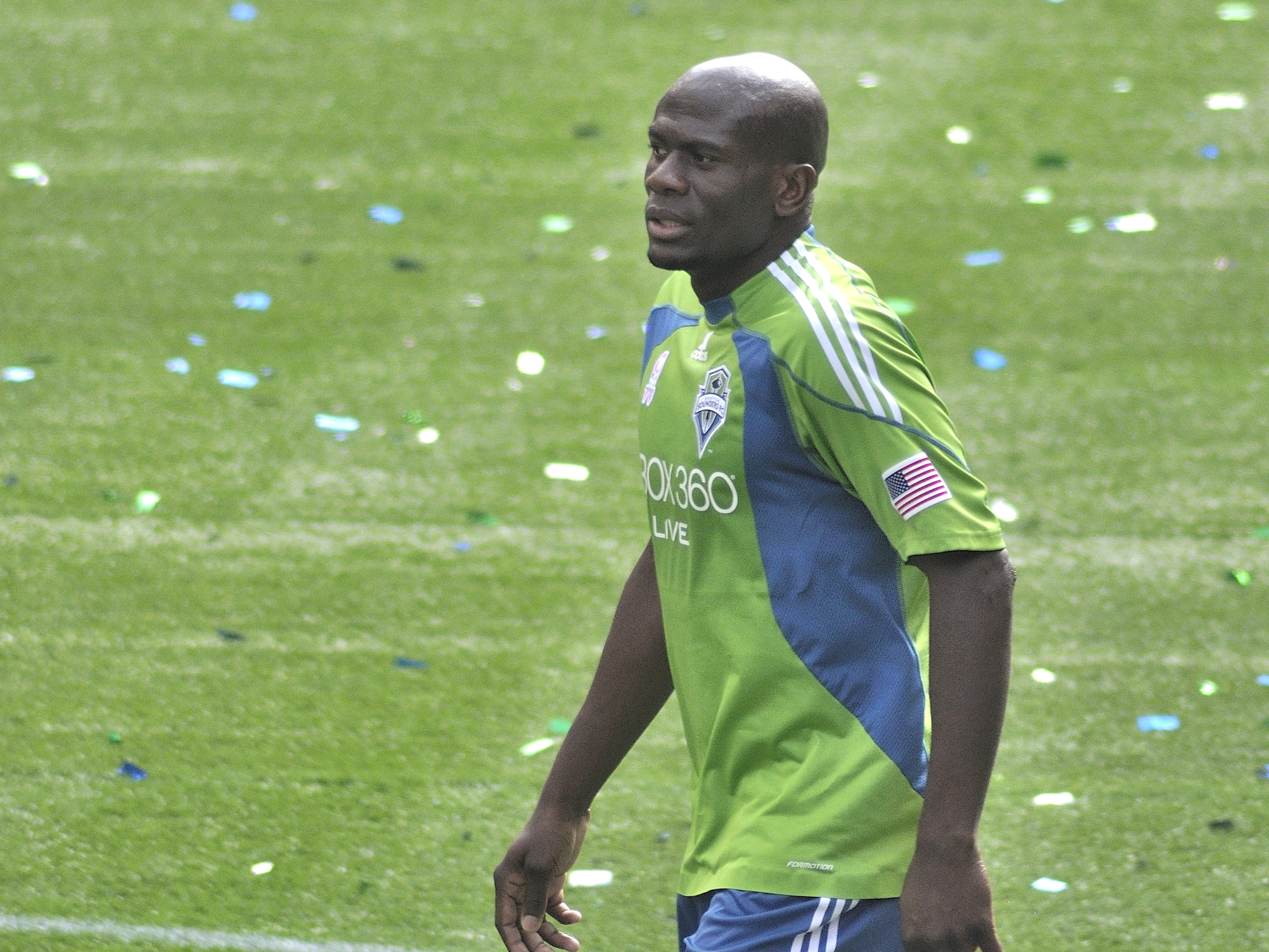
Nkufo verliet Twente na zeven seizoenen.

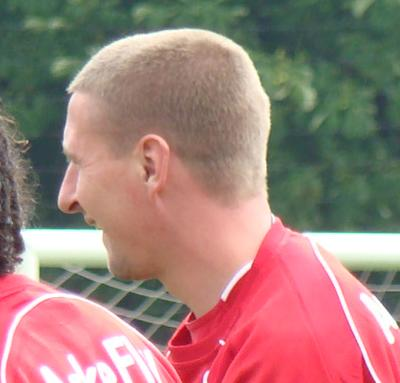
Jeroen Heubach kreeg een andere functie binnen de club.

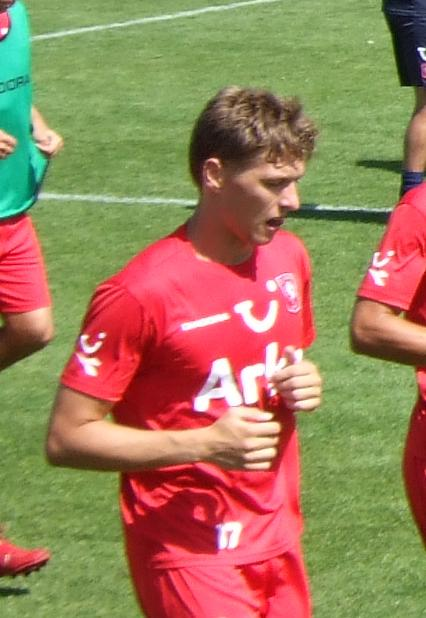
Alexander Bannink werd overgeheveld naar het eerste elftal en vervolgens verhuurd aan Heracles. In de winterstop keerde hij vervroegd terug.

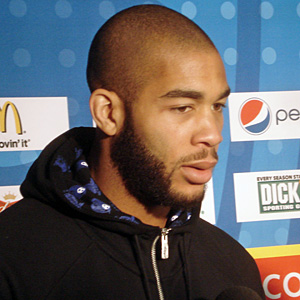
Oguchi Onyewu kwam in de winter op huurbasis over van AC Milan.

Aan het begin van de voorbereiding was het vooral de vraag of Douglas en Ruiz blijven. Met name laatstgenoemde werd in de media met diverse clubs in verband gebracht. Wie wel ging was Blaise Nkufo. De Zwitser verliet FC Twente na zeven jaar voor de Seattle Sounders. Ook Jeroen Heubach zwaaide na jaren trouwe dienst af. De Enschedeër zette een punt achter zijn loopbaan. De contracten van Kenneth Pérez en Cees Paauwe werden niet verlengd en derhalve kon het tweetal op zoek naar een nieuwe club. Wout Droste vertrok na twee verhuurperiodes definitief naar de Go Ahead Eagles. Voor de verhuurde spelers Denneboom en Rukavytsya was er tevens geen toekomst bij de club. Daarnaast liepen de huurperiodes van Slobodan Rajković, Miroslav Stoch, Ransford Osei en Wellington af. Twente had op Osei en Wellington opties tot koop, maar besloot deze niet te lichten. De Irakees Nashat Akram vertrok ook. Hij was er niet van overtuigd dat hij meer speeltijd bij Twente kon krijgen en in onderling overleg met de club werd zijn contract ontbonden. Marko Arnautović werd definitief verkocht aan Werder Bremen, na een jaar op huurbasis voor Internazionale gespeeld te hebben. Patrick Gerritsen werd nog een jaar verhuurd aan de Go Ahead Eagles, net als Jong FC Twente speler Theo Vogelsang. Tjaronn Chery vertrok naar FC Emmen. Eind juli werd Ronnie Stam ook verkocht. Hij vertrok naar Wigan Athletic FC. Ook Jules Reimerink vertrok uiteindelijk. Hij tekende bij Energie Cottbus. Tegen het eind van de transferperiode werd Cheick Tioté onder voorbehoud verkocht aan Newcastle United FC. Het wachten was op de werkvergunning, die een week later volgde. Vlak voor het sluiten van de transfermarkt werden daarnaast de talenten Alexander Bannink en Andrej Rendla nog verhuurd aan Heracles Almelo. Ook Vagif Javadov vertrok op huurbasis. Hij keerde terug naar zijn geboorteland en ging bij FK Bakoe spelen. David Carney verwisselde op het laatste moment ook nog van club. Hij gaat voor Blackpool spelen.
De eerste aankoop van het seizoen was Nikolaj Michajlov. De Bulgaarse doelman was de afgelopen drie jaar al actief bij Twente, maar werd nu definitief overgenomen van Liverpool. Daarnaast legde Twente met Emir Bajrami een nieuwe vleugelspeler vast. De Zweed kwam over van IF Elfsborg. Eind juni legde de club spits Marc Janko voor een recordbedrag vast. Hij moest Blaise Nkufo opvolgen. Daarnaast werd Wilko de Vogt aangetrokken als derde doelman. Vlak voor de Open Dag legde Twente een nieuwe centrale verdediger vast. Rasmus Bengtsson werd transfervrij overgenomen van het Duitse Hertha BSC. Als vervanger van Stam werd Roberto Rosales aangetrokken. Tevens legde Twente die dag ook Nacer Chadli vast en de linksachter Bart Buysse werd kort daarna aangetrokken. Tegen het sluiten van de transfermarkt legde Twente met Denny Landzaat nog een middenvelder vast. De speler trainde al een week mee op uitnodiging voor de club en wist een contract af te dwingen. Na het sluiten van de transfermarkt werd ook de clubloze Anouar Diba vastgelegd. Ook hij trainde al een tijdje mee en dwong zo een contract af. Ook Arnold Bruggink wist op die manier een contract te verdienen.
Ook in de trainersstaf vonden enkele mutaties plaats. Zo vertrokken Steve McClaren en Allesandro Schoenmaker. Tevens besloot Kees van Wonderen een stapje terug te doen. Michel Preud'homme werd aangesteld als nieuwe hoofdtrainer. Daarnaast werd Jos Daerden aangetrokken om hem te assisteren. Daerden nam echter vanaf oktober het beloftenelftal onder zijn hoede, na het vertrek van René Hake. Martin Huizing neemt de taken van Schoenmaker over.
In de winterstop keerde Alexander Bannink vervroegd terug, nadat zijn verhuur teleurstellend was verlopen. Daarnaast werd Thilo Leugers definitief aan de eerste selectie toegevoegd. Hij begon het seizoen in Jong FC Twente. Oguchi Onyewu kwam over van AC Milan. Hij werd voor een half jaar gehuurd.
Anouar Diba liet zijn contract ontbinden en vertrok zo alweer na een paar maanden, terwijl de belofte Flamur Kastrati werd uitgeleend aan VfL Osnabrück. Dario Vujičević vertrok ook op huurbasis. Hij hoopte bij VVV-Venlo meer speeltijd te krijgen. In de eerste week van het nieuwe jaar vertrok ook Michael Schimpelsberger. De jonge Oostenrijker debuteerde dit seizoen in het eerste elftal, maar had een aflopend contract. Hij koos ervoor om dit niet te verlengen, maar een contract bij Rapid Wien te tekenen. Daarnaast vertrok ook Bernard Parker. Hij werd verhuurd aan de Griekse club Panserraikos FC. Belofte Stefan Thesker verliet de club eveneens op huurbasis. Hij speelde de rest van het seizoen voor Fortuna Sittard. Vlak voor het sluiten van de markt vertrok ook Petteri Pennanen. De Fin speelde in Jong FC Twente en werd verkocht aan FC Inter Turku uit zijn geboorteland.

### Aangetrokken
| Nr. | Nat. | Naam              | Leeft. | Van               | Type          | Periode | Contract tot | Transfersom |
| --- | ---- | ----------------- | ------ | ----------------- | ------------- | ------- | ------------ | ----------- |
| 13  | BG   | Nikolaj Michajlov | 21     | Liverpool FC      | Transfer      | Zomer   | medio 2013   | € 1.700.000 |
| 11  | SE   | Emir Bajrami      | 22     | IF Elfsborg       | Transfer      | Zomer   | medio 2014   | € 2.900.000 |
| 21  | AT   | Marc Janko        | 26     | Red Bull Salzburg | Transfer      | Zomer   | medio 2014   | € 5.500.000 |
| 16  | NL   | Wilko de Vogt     | 34     | FC Oss            | Transfervrij  | Zomer   | medio 2011   | n.v.t.      |
| 5   | SE   | Rasmus Bengtsson  | 24     | Hertha BSC        | Transfervrij  | Zomer   | medio 2013   | n.v.t.      |
| 22  | BE   | Nacer Chadli      | 20     | AGOVV Apeldoorn   | Transfer      | Zomer   | medio 2013   | € 550.000   |
| 15  | VE   | Roberto Rosales   | 21     | AA Gent           | Transfer      | Zomer   | medio 2013   | € 2.000.000 |
| 23  | BE   | Bart Buysse       | 23     | SV Zulte Waregem  | Transfer      | Zomer   | medio 2014   | € 500.000   |
| 7   | NL   | Denny Landzaat    | 34     | Feyenoord         | Transfervrij  | Zomer   | medio 2011   | n.v.t.      |
| 25  | MA   | Anouar Diba       | 27     | Al-Nasr SC        | Transfervrij  | 1e SH   | medio 2011   | n.v.t.      |
| 17  | NL   | Arnold Bruggink   | 33     | Hannover 96       | Transfervrij  | 1e SH   | medio 2011   | n.v.t.      |
| 25  | NL   | Alexander Bannink | 20     | Heracles Almelo   | Einde verhuur | Winter  | medio 2014   | n.v.t.      |
| 34  | DE   | Thilo Leugers     | 19     | Eigen jeugd       | Transfervrij  | Winter  | onbekend     | n.v.t.      |
| 44  | NL   | Ola John          | 18     | Eigen jeugd       | Transfervrij  | Winter  | medio 2014   | n.v.t.      |
| 2   | US   | Oguchi Onyewu     | 28     | AC Milan          | Gehuurd       | Winter  | medio 2011   | n.v.t.      |

### Vertrokken
| Nr. | Nat. | Naam                    | Leeft. | Naar               | Type               | Periode | Transfersom | Wed. | Dlpt. |
| --- | ---- | ----------------------- | ------ | ------------------ | ------------------ | ------- | ----------- | ---- | ----- |
| 12  | NL   | Jeroen Heubach          | 35     | Stopt              | Einde contract     | Zomer   | n.v.t.      | 331  | 9     |
| 10  | DK   | Kenneth Pérez           | 35     | Stopt              | Einde contract     | Zomer   | n.v.t.      | 82   | 12    |
| 7   | NL   | Romano Denneboom        | 29     | Arminia Bielefeld  | Einde contract     | Zomer   | n.v.t.      | 76   | 15    |
| 23  | IQ   | Nashat Akram            | 25     | Al-Wakrah SC       | Contract ontbonden | Zomer   | n.v.t.      | 17   | 2     |
| 9   | CH   | Blaise Nkufo            | 34     | Seattle Sounders   | Einde contract     | Zomer   | n.v.t.      | 280  | 139   |
| 32  | NL   | Wout Droste             | 20     | Go Ahead Eagles    | Einde contract     | Zomer   | n.v.t.      | 0    | 0     |
| 38  | DE   | Theo Vogelsang          | 20     | Go Ahead Eagles    | Verhuurd           | Zomer   | n.v.t.      | 0    | 0     |
| 21  | AT   | Marko Arnautović        | 21     | Werder Bremen      | Transfer           | Zomer   | € 7.000.000 | 59   | 14    |
| 23  | NL   | Patrick Gerritsen       | 23     | Go Ahead Eagles    | Verhuurd           | Zomer   | n.v.t.      | 41   | 8     |
| 15  | SK   | Miroslav Stoch          | 20     | Fenerbahçe SK      | Einde huur         | Zomer   | n.v.t.      | 45   | 12    |
| 29  | NL   | Tjaronn Chery           | 22     | FC Emmen           | Transfer           | Zomer   | onbekend    | 1    | 0     |
| 17  | BR   | Wellington              | 22     | Fortuna Düsseldorf | Einde huur         | Zomer   | n.v.t.      | 5    | 2     |
| 28  | GH   | Ransford Osei           | 19     | Maccabi Haifa      | Einde huur         | Zomer   | n.v.t.      | 0    | 0     |
| 11  | AU   | Nikita Rukavytsya       | 23     | Hertha BSC         | Einde contract     | Zomer   | n.v.t.      | 9    | 2     |
| 16  | NL   | Cees Paauwe             | 32     | Excelsior          | Einde contract     | Zomer   | n.v.t.      | 40   | 0     |
| 8   | NL   | Ronnie Stam             | 26     | Wigan Athletic     | Transfer           | Zomer   | € 4.000.000 | 82   | 3     |
| 30  | NL   | Jules Reimerink         | 20     | Energie Cottbus    | Transfer           | Zomer   | € 250.000   | 0    | 0     |
| 5   | RS   | Slobodan Rajković       | 21     | Vitesse            | Einde huur         | Zomer   | n.v.t.      | 34   | 1     |
| 18  | CI   | Cheick Tioté            | 24     | Newcastle United   | Transfer           | Zomer   | € 5.000.000 | 88   | 1     |
| 17  | NL   | Alexander Bannink       | 20     | Heracles Almelo    | Verhuurd           | Zomer   | n.v.t.      | 5    | 0     |
| 25  | SK   | Andrej Rendla           | 19     | Heracles Almelo    | Verhuurd           | Zomer   | n.v.t.      | 4    | 0     |
| 7   | AZ   | Vagif Javadov           | 21     | FK Bakoe           | Verhuurd           | Zomer   | n.v.t.      | 0    | 0     |
| 2   | AU   | David Carney            | 26     | Blackpool          | Transfer           | Zomer   | € 400.000   | 18   | 0     |
| 25  | MA   | Anouar Diba             | 27     | Al-Wakrah SC       | Contract ontbonden | Winter  | n.v.t.      | 3    | 0     |
| 32  | NO   | Flamur Kastrati         | 19     | VfL Osnabrück      | Verhuurd           | Winter  | n.v.t.      | 0    | 0     |
| 27  | HR   | Dario Vujičević         | 20     | VVV-Venlo          | Verhuurd           | Winter  | n.v.t.      | 35   | 1     |
| 36  | AT   | Michael Schimpelsberger | 19     | Rapid Wien         | Transfer           | Winter  | € 250.000   | 4    | 0     |
| 14  | ZA   | Bernard Parker          | 24     | Panserraikos FC    | Verhuurd           | Winter  | n.v.t.      | 31   | 3     |
| 40  | DE   | Stefan Thesker          | 19     | Fortuna Sittard    | Verhuurd           | Winter  | n.v.t.      | 0    | 0     |
| 42  | FI   | Petteri Pennanen        | 20     | FC Inter Turku     | Transfer           | Winter  | onbekend    | 0    | 0     |

## Doelstellingen
De club had voor het seizoen 2010/11 de volgende doelen gesteld:
| competitie           | beoogd resultaat               | start seizoen | behaald resultaat | eerste wedstrijd  | laatste wedstrijd |
| -------------------- | ------------------------------ | ------------- | ----------------- | ----------------- | ----------------- |
| Eredivisie           | Top 5                          | n.v.t.        | 2e                | 6 augustus 2010   | 15 mei 2011       |
| KNVB beker           | Geen doelstelling geformuleerd | 3e ronde      | Winnaar           | 22 september 2010 | 8 mei 2011        |
| Johan Cruijff Schaal | Geen doelstelling geformuleerd | Finale        | Winnaar           | 31 juli 2010      | 31 juli 2010      |
| Champions League     | Europees overwinteren          | Groepsfase    | Plaatsing EL      | 14 september 2010 | 7 december 2010   |
| Europa League        | Geen doelstelling geformuleerd | n.v.t.        | 1/4 finale        | 17 februari 2011  | 14 april 2011     |

## Het seizoen

### Voorbereiding

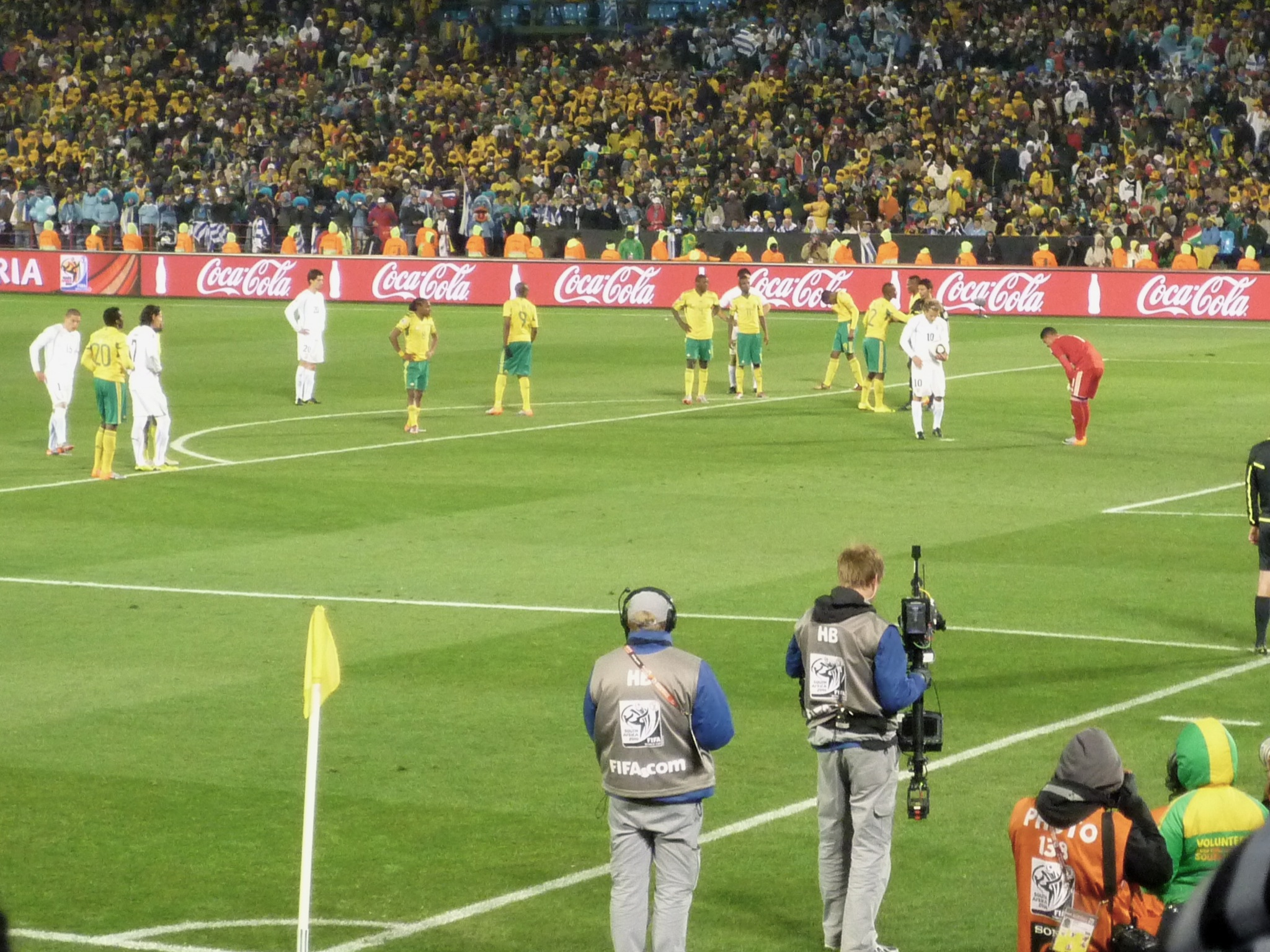
Parker speelde met Zuid-Afrika op het WK.

Trainer Michel Preud'homme begon op 14 juni 2010 de voorbereiding met een smalle groep. Zo waren Sander Boschker, Cheick Tioté, Bernard Parker en David Carney niet aanwezig omdat zij actief waren op het WK in Zuid-Afrika. Ook waren er een aantal spelers die zich nog niet hoefden te melden omdat zij nog met hun nationale elftal op pad waren geweest na het reguliere seizoen met FC Twente. Zo had Preud'homme de gelegenheid om diverse jeugdspelers uit te proberen. Onder andere Michael Schimpelsberger, Flamur Kastrati, Petteri Pennanen, Thilo Leugers en Alexander Bannink kregen de kans van de oefenmeester om zich te bewijzen in de eerste selectie. In de loop van de voorbereiding meldden zich steeds meer spelers bij de club. Douglas kwam de 16e, Javadov en de nieuwe aanwinst Bajrami op maandag de 21e. Nog een week later sloot ook topscorer Bryan Ruiz zich aan bij de groep. Ondertussen werd er tegen diverse amateurverenigingen geoefend, welke allemaal verslagen werden. Na het oefenduel tegen Quick '20 (3 juli) kregen de spelers een week vakantie.
Vanaf de Open Dag op 11 juli 2010 voegden Parker, Tioté en Carney zich ook bij de selectie, waarna langzaam richting de seizoensstart werd toegewerkt. Enkel Sander Boschker ontbrak dan nog, die tot 31 augustus vakantie kreeg vanwege het behalen van de finale met het Nederlands elftal. Op dinsdag 13 juli werd Nicky Kuiper geopereerd aan zijn meniscus. Ook Ronnie Stam en Dario Vujičević zijn dan nog steeds geblesseerd. Na het oefenduel tegen FC Emmen speelde de ploeg in Osnabrück tegen de plaatselijke VfL. Hierna vertrok de ploeg naar Zwitserland, alwaar het deelnam aan de Uhren Cup, waar een derde plaats behaald werd door in de troostfinale van Deportivo La Coruña na een strafschoppenserie te winnen. Hierna werd nog een wedstrijd tegen Getafe gespeeld (2-1 verlies), waarna de voorbereiding werd afgerond.

### Eerste seizoenshelft

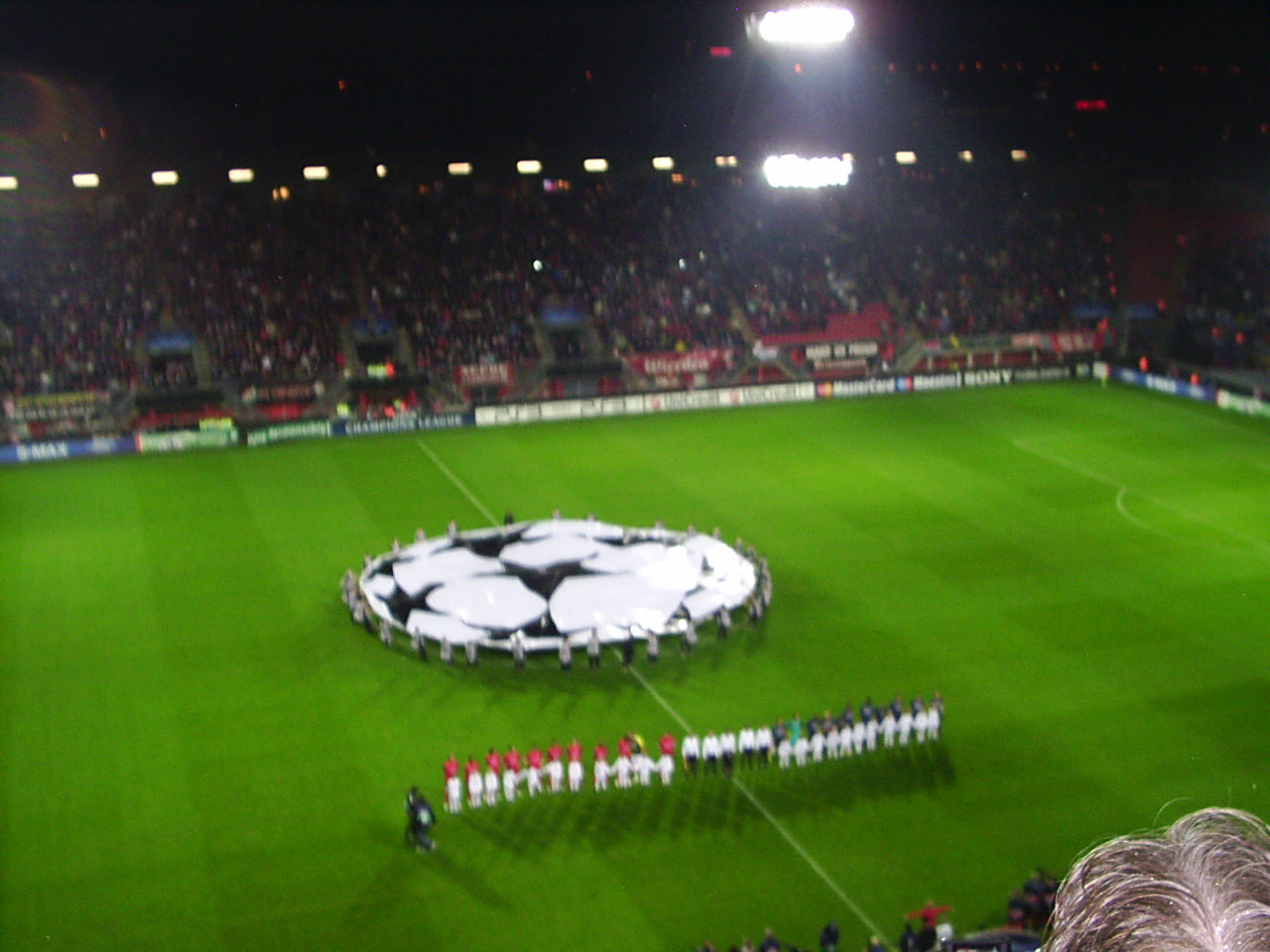
FC Twente debuteerde in de Champions League.

FC Twente begon het seizoen met de strijd om de Johan Cruijff Schaal. Als landskampioen mocht het aantreden tegen bekerwinnaar Ajax. In de Amsterdam ArenA maakte Luuk de Jong het enige doelpunt, waarmee alweer een prijs aan de prijzenkast kon worden toegevoegd.
De competitie begon Twente met een uitwedstrijd tegen Roda JC Kerkrade. In die wedstrijd wisten de Tukkers niet te scoren en liepen zo het eerste puntverlies van het seizoen op. Ook de daaropvolgende wedstrijd (sc Heerenveen thuis) eindigde in een doelpuntloos gelijkspel. Pas in de derde speelronde gaan de Tukkers er voor het eerst met de volle drie punten vandoor. Doelpunten van Janko en De Jong (2x) hielpen de ploeg lang Vitesse. Ook de wedstrijden tegen FC Utrecht (4-0) en VVV-Venlo (1-2) werden gewonnen, waarna de eerste Europese wedstrijd van het seizoen wachtte. Tegen titelverdediger Internazionale maakte FC Twente haar debuut in de Champions League en wist meteen een resultaat te behalen. Het duel eindigde in een 2-2 gelijkspel.
Na de wedstrijd tegen Inter volgde een gelijkspel in de Twentse derby op bezoek bij Heracles Almelo. Ondanks dat de thuisploeg een helft lang met een man minder speelde, slaagde de ploeg er niet in te scoren. Het bleef bij 0-0. Vervolgens werd vv Capelle doordeweeks verslagen met 1-4 in Rotterdam in de derde bekerronde. In de competitietopper tegen Ajax kwam Twente tot tweemaal toe op voorsprong, maar moest evenzoveel keren toezien hoe de Amsterdammers terugkwamen, met een puntendeling als gevolg. Daarop volgde de eerste nederlaag van het seizoen in Londen. Tegen Tottenham Hotspur kreeg de ploeg maar liefst drie strafschoppen tegen, waarvan doelman Nikolaj Michajlov er één wist te keren. Na negentig minuten stond er echter een 4-1 nederlaag op het scorebord.
Na de nederlaag in Londen werd FC Groningen in eigen huis verslagen (4-2). Het was de eerste nederlaag van het seizoen voor de Groningers. In de uitwedstrijd tegen Feyenoord die daarop volgde werd voor het eerst sinds acht jaar een overwinning geboekt. De van Feyenoord overgekomen Denny Landzaat scoorde de enige treffer van de wedstrijd. In het kader van de Champions League kwam Werder Bremen op bezoek. Tegen de Duitsers zette Theo Janssen de ploeg nog wel op voorsprong, maar ex-FC Twente speler Marko Arnautović bracht de ploegen weer op gelijke hoogte. FC Twente staat hierdoor na drie wedstrijden op de laatste plek in de groep met twee punten. Tevens liep de ziekenboeg van Twente aardig vol. Eind september raakten Bart Buysse en Emir Bajrami langdurig geblesseerd. In de wedstrijd tegen Bremen moest ook Peter Wisgerhof met een blessure naar de kant. Voor aanvang van de competitiewedstrijd tegen ADO Den Haag moest ook Wout Brama afhaken met een hamstringblessure. Tot overmaat van ramp moest de net van een knieoperatie herstelde Nicky Kuiper, die in die wedstrijd net een basisplaats had gekregen, zich al vroeg laten wisselen tegen de Hagenaren nadat hij wederom aan zijn knie geblesseerd was geraakt. Het duel werd wel gewonnen met 3-2, waarmee de Tukkers al 35 competitiewedstrijden in eigen huis ongeslagen zijn. Tevens schoof de ploeg een plaatsje op in de ranglijst (plek 2), nadat Ajax punten had gemorst tegen Excelsior.

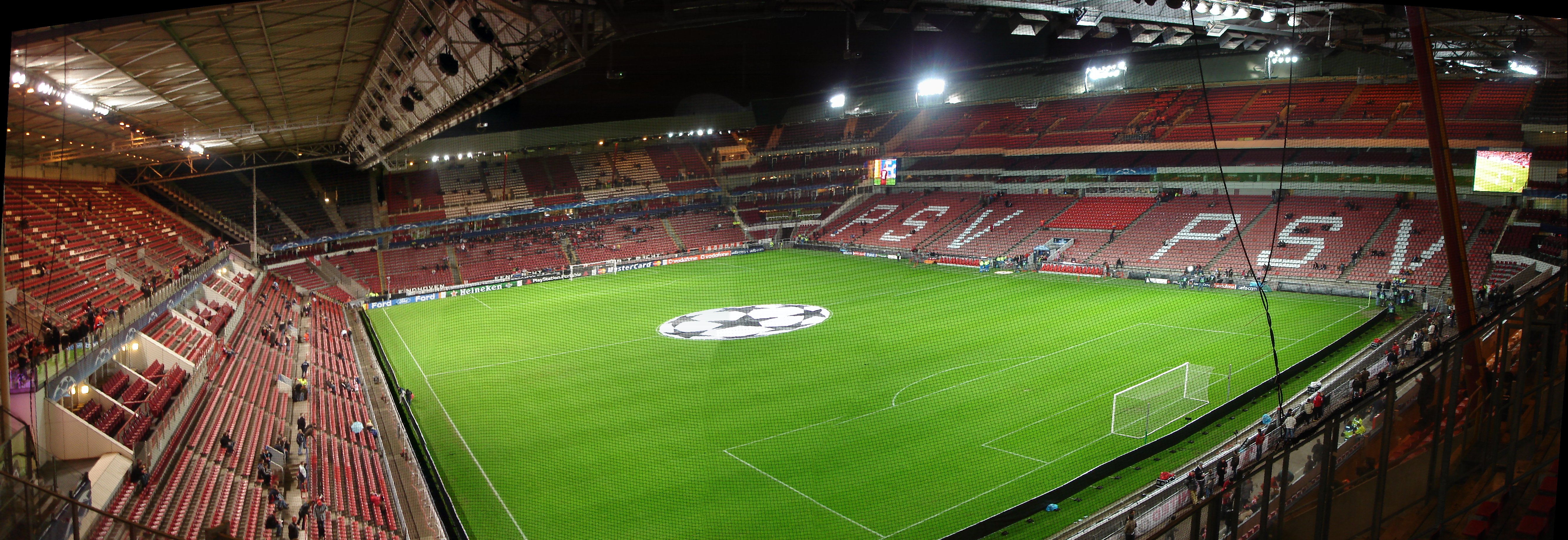
Twente won voor het eerst sinds 1973 in Eindhoven.

Nadat hekkensluiter Willem II met 1-3 in Tilburg werd verslagen, wachtte de topper tegen koploper PSV. Tegen de Eindhovenaren had Twente zoveel personele problemen in de verdediging dat trainer Preud'homme zich genoodzaakt zag om de 19-jarige Thilo Leugers te laten debuteren. De ploeg kreeg in het duel geen tegentreffer te verwerken en doordat Nacer Chadli zijn eerste competitietreffer scoorde, konden de Tukkers voor het eerst sinds 1973 met drie punten vertrekken uit de lichtstad. Tevens werd door de winst de koppositie overgenomen van de ploeg van trainer Rutten. In de daaropvolgende wedstrijd tegen Werder Bremen kende Twente nog meer personele problemen, daar Theo Janssen niet ongeschonden uit de wedstrijd tegen PSV kwam. Toch wist Twente de Duitsers te verslaan met 0-2 door doelpunten van Chadli en De Jong. Door de winst nam Twente de derde plaats weer over in Groep A.
Een nog immer door blessures geteisterde selectie wist daarna ook van Excelsior thuis te winnen (2-1) en doordeweeks werd met veel moeite FC Zwolle in het bekertoernooi opzij gezet. Daar was echter wel een strafschoppenserie voor nodig, daar in de reguliere speeltijd een 1-1 stand was bereikt. In de daaropvolgende competitiewedstrijd tegen NAC Breda begon de ziekenboeg wat leeg te lopen. Zo waren onder meer Theo Janssen, Roberto Rosales, Rasmus Bengtsson en Luuk de Jong in vergelijking met het bekerduel tegen Zwolle weer beschikbaar. De ploeg kwam in het stadion waar vorig jaar het landskampioenschap veilig werd gesteld op voorsprong via Ruiz, maar doordat NAC in de slotfase tweemaal toesloeg liep de ploeg hier tegen de eerste competitienederlaag van het seizoen aan en verspeelde zo de koppositie weer aan PSV. Ook de daaropvolgende thuiswedstrijd tegen AZ werd verloren. Twente kwam vroeg in het duel op voorsprong. Na een half uur kreeg Douglas echter rood wegens het neerhalen van een doorgebroken speler. AZ scoorde uit de daaropvolgende vrije trap en wist in de tweede helft nogmaals te scoren. Zo verloor FC Twente voor het eerst een competitieduel in eigen huis sinds 1 november 2008.

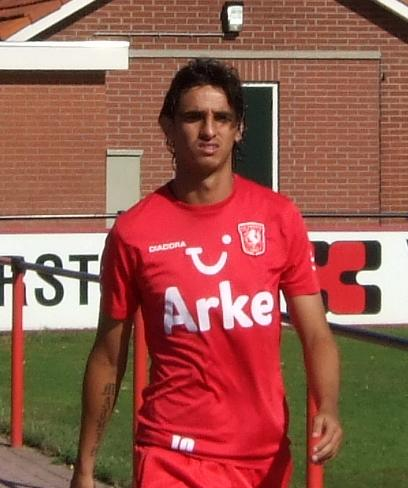
Bryan raakte tegen N.E.C. geblesseerd aan zijn knie.

Voor de Champions League stond daarna de uitwedstrijd in het Stadio Giuseppe Meazza tegen bekerhouder Inter op het programma. FC Twente verloor het duel met 1-0 en werd daardoor uitgeschakeld voor een vervolg in het kampioenenbal. Doordat Werder Bremen onderuit ging tegen de Spurs werd duidelijk dat Twente als derde in de groep eindigde en zo na de winterstop in de Europa League actief zal zijn. In de eerstvolgende competitiewedstrijd tegen N.E.C. in Nijmegen wist Twente na drie nederlagen op rij weer te winnen. Ondanks de vroege achterstand stond er na 90 minuten een 2-4 stand op het scorebord. Doordat PSV net als Twente punten liet liggen in Breda, hadden beide ploegen na die speelronde evenveel punten en deelden de eerste plaats. Doelman Nikolaj Michajlov moest vanwege een knieblessure het duel aan zich voorbij laten gaan, waardoor de 40-jarige Sander Boschker zijn plek onder de lat innam. Tijdens de wedstrijd raakte Bryan Ruiz bij het laatste doelpunt ook geblesseerd aan zijn knie. Twee dagen later werd hij geopereerd en is hij tot de winterstop uitgeschakeld.
Zonder Ruiz trad Twente thuis aan tegen De Graafschap. De promovendus werd door twee vrije trappen van Theo Janssen met 2-0 verslagen. In de daaropvolgende wedstrijd tegen Tottenham Hotspur maakte de 40-jarige Boschker zijn Champions League-debuut. Doordat hij een terugspeelbal van Wisgerhof verkeerd inschatte (de bal sprong door een polletje op, op het moment dat hij wou schieten) kwamen de Spurs op uiterst knullige wijze op voorsprong. Via een strafschop van Denny Landzaat kwamen de ploegen echter weer op gelijke hoogte. De bezoekers kwamen nog tweemaal op voorsprong via Jermaine Defoe, maar Twente kwam evenzovaak terug (kopbal Rosales, vrije trap Chadli), waardoor het duel in een 3-3 gelijkspel eindigde. Ook een paar dagen later tegen sc Heerenveen kwam Twente tot driemaal toe op achterstand. Chadli wist tweemaal gelijk te maken, maar na het derde Friese doelpunt had Twente geen antwoord meer. Heerenveen wist maar liefst zes maal te scoren, waardoor er met 6-2 verloren werd. De daaropvolgende competitiewedstrijd tegen Heracles Almelo werd wegens de winterse omstandigheden afgelast en verplaatst naar 19 januari. Wat nog restte was het bekerduel tegen Vitesse. Met rust stond de ploeg al op een 4-0-voorsprong door onder meer twee doelpunten van Theo Janssen. Na rust scoorde Twente nog eenmaal tegenover nul doelpunten van de bezoekers. Hierdoor plaatste Twente zich voor de kwartfinales van het toernooi.

### Winterstop
Na een korte vakantie kwam de spelersgroep op 3 januari weer bijeen om de training te hervatten. Bryan, Rosales en Douglas verbleven op dat moment nog in het buitenland en Janssen en Bajrami ontbraken wegens ziekte. Op dinsdagmiddag vertrok de voltallige selectie voor een zesdaags trainingskamp naar het Spaanse La Manga. Ook Jong FC Twente-spelers Nick Marsman, Ola John, Steven Berghuis en Nils Röseler reisden af. In La Manga werden een tweetal oefenduels afgewerkt tegen de Duitse ploegen 1. FC Kaiserslautern en TSG 1899 Hoffenheim. Tegen Kaiserslautern ging de ploeg met 4-1 onderuit. Een paar dagen later werd er met 1-1 gelijk gespeeld tegen Hoffenheim. In die laatste wedstrijd moest Dwight Tiendalli al vroeg afhaken met een knieblessure. Een dag eerder raakte Nicky Kuiper opnieuw geblesseerd aan zijn knie. Op maandag reisde de ploeg terug naar Nederland, waar het nog ruim een week had om zich verder voor te bereiden op de hervatting van de competitie.

### Tweede seizoenshelft

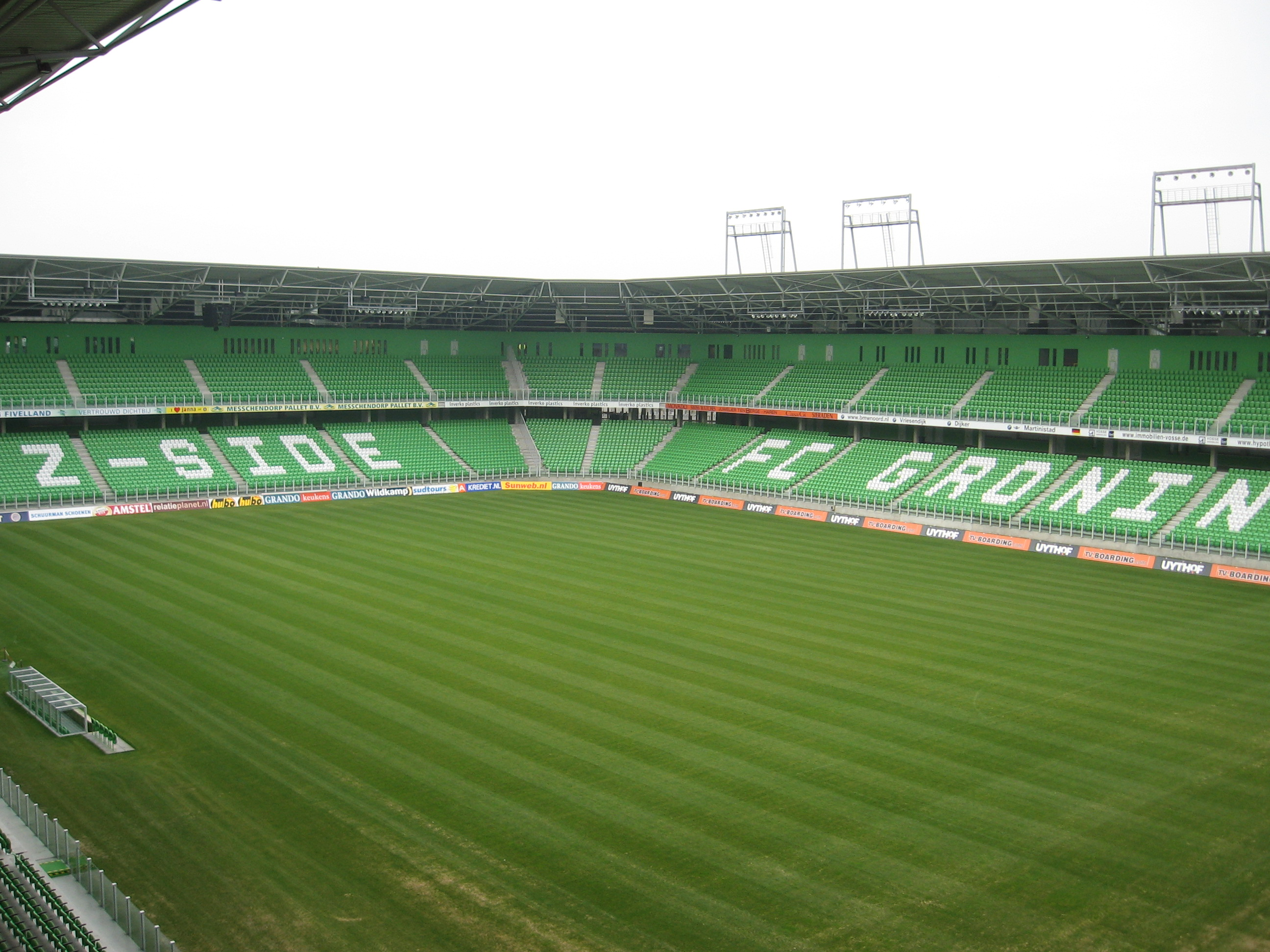
FC Twente was de eerste ploeg die Groningen in eigen huis versloeg.

FC Twente hervatte de competitie in januari met een inhaalwedstrijd tegen Heracles Almelo. In de Twentse derby was aanvaller Marc Janko de grote man met vier doelpunten en één assist. In de met 5-0 gewonnen wedstrijd debuteerden de van Milan gehuurde Oguchi Onyewu en jeugdspeler Steven Berghuis. Berghuis is daarmee alweer de vijfde jeugdspeler die dit seizoen onder Preud'homme zijn debuut maakte in het eerste elftal. Leugers, Schimpelsberger, Stockentree en John gingen hem voor. De laatste stond tegen de Almeloërs voor het eerst in de basisformatie. Een paar dagen later liet Preud'homme in de uitwedstrijd tegen FC Groningen dezelfde elf startten. De ploeg kwam op achterstand tegen de Groningers, maar Marc Janko zorgde met twee treffers ervoor dat de score in het voordeel van Twente uitviel. Hij liet echter wel na de wedstrijd in het slot te gooien, doordat hij een strafschop op de paal schoot. Voor FC Groningen was het de eerste nederlaag in eigen huis dit seizoen. Doordat Ajax in Utrecht verloor, sloeg Twente een gaatje op de ranglijst met zowel de Amsterdammers (5 punten) als de Groningers (6 punten). PSV leidt dan nog steeds, met één punt voorsprong op FC Twente.
In de beker werd ondertussen de halve finale bereikt ten koste van PSV. Theo Janssen zette de ploeg vanaf elf meter op voorsprong, maar een treffer van Danny Koevermans in blessuretijd zorgde ervoor dat een verlenging noodzakelijk was. Denny Landzaat was daarna nog het dichtst bij een treffer, maar hij raakte de paal. In de penaltyreeks scoorden beide ploegen hun eerste zes strafschoppen. PSV's zevende strafschop, genomen door oud-FC Twente speler Orlando Engelaar, werd echter gekeerd door Sander Boschker, waardoor Dwight Tiendalli de serie besliste door zijn strafschop wél raak te schieten. De competitiewedstrijd tegen Feyenoord die volgde op het bekertreffen ging vooral de boeken in als de terugkeer van Bryan Ruiz. De Costa Ricaan viel, na twee maanden blessureleed, een kwartier voor tijd in met een 0-1-achterstand. Nadat Wout Brama voor de gelijkmaker had gezorgd, was het Bryan zelf die de ploeg in blessuretijd naar winst kopte.

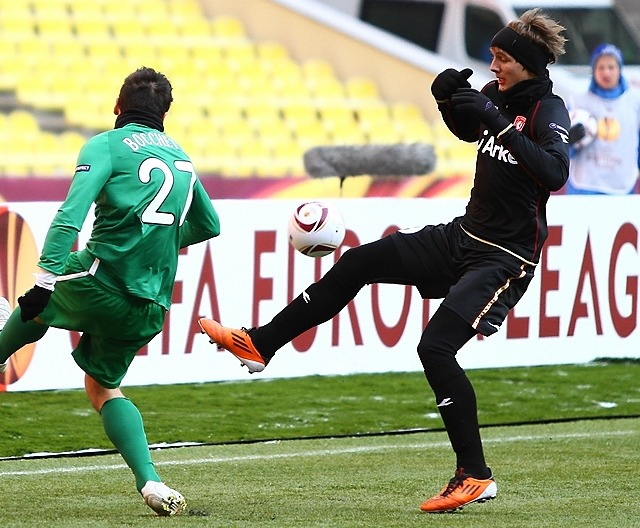
Luuk de Jong scoorde in Moskou.

In de uitwedstrijd tegen FC Utrecht kwam de ploeg van Preud'homme voor de derde keer op rij in de competitie op een achterstand. Nacer Chadli zorgde ervoor dat Twente alsnog met een punt uit Utrecht kon vertrekken. Een week later was de Belg wederom belangrijk voor de ploeg. Enkele dagen nadat hij zijn debuut maakte voor de Rode Duivels scoorde hij ook de enige treffer in het thuisduel tegen Vitesse. Daarnaast debuteerde ook Luuk de Jong in het hoogste nationale elftal. Hij viel in in de oefenwedstrijd van het Nederlands elftal tegen Oostenrijk. Wat volgde was een uitwedstrijd tegen Roebin Kazan in Moskou. Ondanks de hevige kou werd de wedstrijd toch, zij het onder protest, gespeeld. Voor het eerst sinds 2006 verloor Kazan een Europese thuiswedstrijd door doelpunten van Luuk de Jong en Peter Wisgerhof in het laatste kwartier van de wedstrijd. In de eerstvolgende thuiswedstrijd tegen N.E.C. liep de ploeg tegen puntverlies op. Al vroeg in de wedstrijd kwamen de Tukkers op achterstand. Een rush van Emir Bajrami over de linkerkant leverde de gelijkmaker en zijn eerste doelpunt voor Twente op. Verder dan een puntendeling kwam de ploeg echter niet.
In de thuiswedstrijd tegen Roebin Kazan werd de genomen voorsprong in Moskou al gauw tenietgedaan door de Russen. Binnen een half uur stond Twente met 0-2 achter in de eigen Veste. Door doelpunten van Theo Janssen voor rust en Douglas na rust voorkwam de ploeg dat het uitgeschakeld werd. Diezelfde spelers hadden een paar dagen later wederom een hoofdrol. In de uitwedstrijd tegen AZ opende Janssen de score. Hij scoorde echter in het verkeerde doel. Douglas kreeg daarna een rode kaart voor een slaande beweging, waarna hij door zijn ploeggenoten van het veld moest worden gehaald. Ook Bryan maakte de eerste helft niet vol. Doordat hij weer last kreeg van zijn knieblessure liet hij zich vroegtijdig vervangen. Vlak voor tijd wist Luuk de Jong nog de gelijkmaker te scoren, nadat ook AZ met tien man speelde, maar ook de Alkmaarders sloegen in de slotfase toe, waardoor Twente voor de tweede keer in dit seizoen onderuit ging tegen de ploeg van Gertjan Verbeek. Douglas kreeg naderhand een schorsing van vijf competitie- en bekerwedstrijden opgelegd door FC Twente, alsmede een boete en het vervullen van een sociaal-maatschappelijke activiteit Naderhand legde de KNVB Douglas een schorsing van zes wedstrijden op, die door FC Twente geaccepteerd werd.
Na het verlies in Alkmaar wachtte midweeks een thuiswedstrijd tegen FC Utrecht in het kader van de KNVB beker. De bezoekers kwamen al gauw met tien man te staan, nadat Tim Cornelisse al na twintig minuten zijn tweede gele kaart ontving. Ondanks de numerieke meerderheid wist Twente pas een kwartier voor tijd op voorsprong te komen via Marc Janko. Utrecht kwam het doelpunt van de Oostenrijker niet meer te boven, waardoor Twente op 8 mei de bekerfinale speelt in Rotterdam. In de eerstvolgende competitiewedstrijd tegen NAC Breda kwam Twente in de tweede helft op voorsprong via De Jong. Chadli besliste op aangeven van Ola John in blessuretijd de wedstrijd definitief door de 2-0 binnen te schieten. De donderdag erop volgde een thuiswedstrijd in het kader van de 1/8 finales van de Europa League tegen FK Zenit. Tegen de verhouding in kwam Twente in de eerste helft op voorsprong via een rake kopbal van Luuk de Jong. In de tweede helft wist Denny Landzaat met een raak schot de score zelfs te verdubbelen. In de slotfase maakte De Jong op aangeven van Theo Janssen het feest compleet door ook nog de 3-0 binnen te koppen, waarmee de ploeg zich een uitstekende uitgangspositie verschafte voor het bereiken van de kwartfinales.

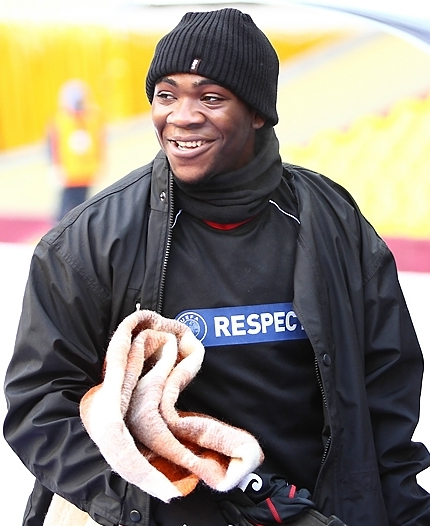
Ola John scoorde zijn eerste treffer in Twentse dienst.

Een paar dagen na de winst op Zenit had Twente het lastig tegen VVV-Venlo. Al na drie minuten kwam de ploeg in de eigen Veste op achterstand. Wout Brama wist in de eerste helft nog de stand gelijk te trekken. Pas in de 83e minuut scoorde Ola John de bevrijdende winnende treffer. Doordat concurrent PSV wel punten liet liggen bedroeg de achterstand nog één punt op de Eindhovenaren. In de return tegen de Russen verspeelde Twente nog bijna de genomen voorsprong. In de eerste helft kwam Zenit tot 2-0, maar daarna bleef de score stokken. FC Twente plaatste zich hierdoor voor het eerst sinds seizoen 1977/78 voor de kwartfinales van een Europees toernooi. Een paar dagen later had FC Twente weinig moeite met promovendus Excelsior. In de eerste helft zette Theo Janssen de ploeg op voorsprong en in de tweede helft verdubbelde hij de score vanaf elf meter. Het gat met Ajax is dan weer groter geworden. De Amsterdammers staan op vijf punten na een nederlaag in Den Haag.
Na een interland-onderbreking, die Theo Janssen gebruikte om te herstellen van zijn knieblessure en waarin Bryan weer speelminuten maakte, wachtte thuis de kraker tegen koploper PSV. Lang bleef het 0-0 in De Grolsch Veste, totdat Preud'homme Bryan het veld in bracht. Binnen twee minuten verdiende de Costaricaan een strafschop die door Janssen feilloos binnen werd geschoten. Vervolgens besliste de Arnhemmer de wedstrijd door zijn tweede van de avond te scoren middels een magistrale lob. Door de overwinning werd de koppositie vijf wedstrijden voor het einde voor het eerste sinds november weer overgenomen. In de kwartfinale van de Europa League die erop volgde leed de ploeg een forse nederlaag. Hoewel FC Twente de eerste vijftien minuten tegen Villarreal de betere ploeg leek, keek het elftal met de rust al tegen een 3-0-achterstand aan en had Luuk de Jong geblesseerd het veld verlaten. Uiteindelijk werd het 5-1, waarmee het bereiken van de halve finales een utopie lijkt. Een paar dagen later wist de ploeg thuis ook niet langs Roda JC Kerkrade te komen. Hoewel Bryan vanaf elf meter de ideale mogelijkheid kreeg om op voorsprong te komen, werd de kans gemist. Roda kwam daarna op voorsprong, waarop Janssen via een nieuwe strafschop de ploegen weer op gelijke hoogte bracht. In de slotfase kreeg Roberto Rosales nog een rode kaart, nadat hij een doorgebroken speler neerhaalde. Doordat PSV niet wist te profiteren tegen sc Heerenveen (2-2) bleef FC Twente aan kop. Ook een week later had Twente het moeilijk. Nadat midweeks opnieuw van Villarreal verloren werd (1-3), morste de ploeg opnieuw punten in de Eredivisie en verspeelde ditmaal wel de koppositie aan PSV. Denny Landzaat wist FC Twente nog wel op voorsprong te zetten tegen De Graafschap, maar vlak voor tijd viel in Doetinchem de gelijkmaker.
Een week later won Twente de koppositie alweer terug. Nadat de ploeg zelf in Den Haag van ADO won, verloor PSV uit bij Feyenoord. Ook tegen hekkensluiter Willem II werd geen fout gemaakt (4-0), waardoor op de laatste speeldag een gelijkspel volstond in de Amsterdam ArenA om opnieuw landskampioen te worden. Een week voor dat duel werd echter de strijd om de KNVB beker uitgevochten. In Rotterdam kwam Ajax met 2-0 voor in de finale, maar doelpunten van Wout Brama, Theo Janssen en Marc Janko zorgden ervoor dat de Tukkers de derde beker in de clubhistorie wonnen. Een week later werd in de laatste speelronde echter verloren van Ajax, waardoor de Amsterdammers landskampioen werden. FC Twente eindigde op een tweede plaats.

## Wedstrijdstatistieken

### Oefenduels
| Oefenduel 1 | VV Bennekom | 1 - 3 (1 - 0)                                                                                           | FC Twente | Selectie FC Twente: |
| vrij. 18 juni 2010 Plaats: Bennekom Sportpark Eikelhof Toeschouwers: 1.600 Scheidsrechter: Paul Oudijk | Rence van der Wal 38'                                                                                             | 1 - 0 1 - 1 1 - 2 1 - 3                                                                                 | 48' Petteri Pennanen 63' Luuk de Jong 76' Luuk de Jong | BASISOPSTELLING: Michajlov - Stockentree, Wisgerhof , Schimpelsberger, Tiendalli - Bannink, Janssen, Rendla - Reimerink, De Jong, Kastrati WISSELS: 33' Pennanen - Rendla 46' Marsman - Michajlov 46' Kuiper - Wisgerhof 46' Brama - Tiendalli 46' Douglas - Bannink 46' Leugers - Janssen                                                   |
| Oefenduel 2 | Selectie Hengelo                                                                                                  | 0 - 17 (0 - 7)                                                                                          | FC Twente | Selectie FC Twente: |
| za. 26 juni 2010 Plaats: Hengelo Sportpark Slangenbeek Toeschouwers: 2.500 Scheidsrechter: Arjan Laarhuis                                                                                                  | | 0 - 1 0 - 2 0 - 3 0 - 4 0 - 5 0 - 6 0 - 7 0 - 8 0 - 10 0 - 11 0 - 12 0 - 13 0 - 14 0 - 15 0 - 16 0 - 17 | 4' Douglas 21' Marc Janko 24' Marc Janko 34' Thilo Leugers 41' Vagif Javadov 45' Marc Janko 45' Douglas 52' Vagif Javadov 62' Emir Bajrami 64' Marc Janko (p.) 66' Jules Reimerink 68' Flamur Kastrati 70' Petteri Pennanen 72' Luuk de Jong (p.) 80' Steven Berghuis 85' Luuk de Jong 88' Jules Reimerink | OPSTELLING TOT 65e MINUUT: Michajlov - Stam, Wisgerhof , Douglas, Tiendalli - Brama, Janssen, De Jong - Bajrami, Janko, Javadov WISSELS: 32' Leugers - De Jong 46' Pennanen - Janssen OPSTELLING VANAF 65e MINUUT: Bednarek - Stockentree, Schimpelsberger, Kuiper, Leugers - Bannink, Berghuis, Pennanen - Kastrati, De Jong , Reimerink    |
| Oefenduel 3 | Sportclub Enschede                                                                                                | 1 - 5 (0 - 1)                                                                                           | FC Twente | Selectie FC Twente: |
| wo. 30 juni 2010 Plaats: Enschede Sportpark Het Diekman Toeschouwers: 2.000 Scheidsrechter: Eric Braamhaar                                                                                                 | Hakan Kocoz 77'                                                                                                   | 0 - 1 0 - 2 0 - 3 1 - 3 1 - 4 1 - 5                                                                     | 4' Petteri Pennanen 68' Marc Janko 76' Bryan Ruiz (p.) 81' Bryan Ruiz 85' Vagif Javadov | BASISOPSTELLING: Marsman - Stockentree, Douglas, Bannink, Leugers - Brama , Pennanen, Berghuis - Kastrati, De Jong, Reimerink WISSELS: 46' De Vogt - Marsman 46' Tiendalli - Stockentree 46' Wisgerhof - Douglas 46' Janssen - Brama 59' Ruiz - Berghuis 59' Bajrami - Kastrati 59' Janko - De Jong 59' Javadov - Reimerink                  |
| Oefenduel 4 | RKSV De Zweef | 2 - 11 (0 - 7)                                                                                          | FC Twente | Selectie FC Twente: |
| do. 1 juli 2010 Plaats: Nijverdal Sportpark Gagelman Toeschouwers: 3.000 Scheidsrechter: Eric Braamhaar | Niels Kolkman 54' John Damman (p.) 67'                                                                            | 0 - 1 0 - 2 0 - 3 0 - 4 0 - 5 0 - 6 0 - 7 1 - 7 2 - 7 2 - 8 2 - 9 2 - 10 2 - 11                         | 9' Vagif Javadov 23' Bryan Ruiz 33' Marc Janko 41' Emir Bajrami 42' Marc Janko 45' Vagif Javadov 45' Bryan Ruiz 72' Bryan Ruiz 75' Luuk de Jong 79' Marc Janko 88' Luuk de Jong | BASISOPSTELLING: De Vogt - Tiendalli, Wisgerhof , Douglas, Leugers - Brama, Bryan, Berghuis - Javadov, Janko, Bajrami WISSELS: 46' Bednarek - De Vogt 60' Bannink - Wisgerhof 60' Pennanen - Berghuis 60' De Jong - Bajrami 75' Kastrati - Javadov 77' Reimerink - Ruiz                                                                      |
| Oefenduel 5 | Quick '20 | 0 - 5 (0 - 2)                                                                                           | FC Twente | Selectie FC Twente: |
| za. 3 juli 2010 Plaats: Oldenzaal Sportpark Vondersweyde Toeschouwers: 2.000 Scheidsrechter: Jeroen Abbink                                                                                                 | | 0 - 1 0 - 2 0 - 3 0 - 4 0 - 5                                                                           | 15' Wout Brama 30' Marc Janko (p.) 37' Petteri Pennanen 41' Bryan Ruiz 62' Luuk de Jong | BASISOPSTELLING: Michajlov - Tiendalli, Wisgerhof , Douglas, Leugers - Brama, Janssen, Pennanen - De Jong, Janko, Bryan WISSELS: 44' Bannink - Janko 57' Röseler - Tiendalli 57' Kastrati - Brama 60' Reimerink - Janssen 66' Berghuis - Pennanen 68' Thesker - Leugers                                                                      |
| - De wedstrijd was vanwege de warmte ingekort tot 2 × 35 minuten. | | | | |
| Oefenduel 6 | FC Emmen | 1 - 2 (1 - 0)                                                                                           | FC Twente | Selectie FC Twente: |
| di. 13 juli 2010 Plaats: Emmen Univé Stadion Toeschouwers: 2.200 Scheidsrechter: Ben Haverkort | Hans Denissen 15'                                                                                                 | 1 - 0 1 - 1 1 - 2                                                                                       | 56' Wout Brama 66' Luuk de Jong | BASISOPSTELLING: Michajlov - Tiendalli, Wisgerhof , Douglas, Carney - Brama, Bryan, Janssen - Javadov, Janko, Bajrami WISSELS: 46' De Jong - Ruiz 61' Parker - Javadov 76' Leugers - Carney 76' Pennanen - Bajrami 81' Kastrati - Janko |
| Oefenduel 7 | VfL Osnabrück | 0 - 1 (0 - 0)                                                                                           | FC Twente | Selectie FC Twente: |
| za. 17 juli 2010 Plaats: Osnabrück Osnatel Arena Toeschouwers: 3.000 | | 0 - 1                                                                                                   | 65' Bryan Ruiz | BASISOPSTELLING: Marsman - Tiendalli, Wisgerhof , Douglas, Carney - Brama, Janssen, Bannink - Bryan, Janko, Bajrami WISSELS: 60' Tioté - Bannink 69' Parker - Bajrami 72' De Jong - Janko 76' Javadov - Ruiz 90' Pennanen - Janssen |
| - Marc Janko kreeg in deze wedstrijd een gele kaart. | | | | |
| Uhrencup 2010 | VfB Stuttgart | 2 - 1 (0 - 1)                                                                                           | FC Twente | Selectie FC Twente: |
| wo. 21 juli 2010 Plaats: Grenchen Stadion Brühl Toeschouwers: 3.621 Scheidsrechter: Alain Bieri | Martin Harnik 56' Zdravko Kuzmanović 66'                                                                          | 0 - 1 1 - 1 2 - 1                                                                                       | 44' Marc Janko | BASISOPSTELLING: Michajlov - Tiendalli, Wisgerhof , Douglas, Carney - Brama, Tioté, Bannink - Bryan, Janko, Bajrami WISSELS: 70' Parker - Bajrami 70' De Jong - Janko 76' Bengtsson - Carney 76' Leugers - Tiendalli 90' Pennanen - Tioté |
| - Wedstrijd in het kader van de Uhrencup in Zwitserland. Brama (68'), Tioté (90') en Douglas (90') kregen een gele kaart.                                                                                  | | | | |
| Uhrencup 2010 | Deportivo La Coruña                                                                                               | 1 - 1 (1 - 1)                                                                                           | FC Twente | Selectie FC Twente: |
| vrij. 23 juli 2010 Plaats: Grenchen Stadion Brühl Toeschouwers: 3.000 Scheidsrechter: Nicolaj Haenni | Riki 2' Zé Castro Pablo Álvarez Núñez Aythami Artiles Lassad Nouioui Miguel Alfonso Herrero Saúl Fernández García | 1 - 0 1 - 1 TWE w.n.s. (4 - 5)                                                                          | 18' Luuk de Jong Vagif Javadov Andrej Rendla Emir Bajrami David Carney Cheick Tioté | BASISOPSTELLING: Marsman - Tiendalli, Wisgerhof , Bengtsson, Leugers - Brama, Pennanen, Bannink - Parker, De Jong, Javadov WISSELS: 46' Douglas - Wisgerhof 46' Carney - Leugers 46' Tioté - Bannink 63' Stockentree - Tiendalli 63' Rendla - Pennanen 81' Bajrami - Parker                                                                  |
| - Wedstrijd in het kader van de Uhrencup in Zwitserland. In de tweede helft droeg Wout Brama de aanvoerdersband. Door de winst tegen Deportiva werd FC Twente derde. Bengtsson (74') kreeg een gele kaart. | | | | |
| Oefenduel 10 | FC Twente | 1 - 2 (0 - 0)                                                                                           | Getafe CF | Selectie FC Twente: |
| di. 27 juli 2010 Plaats: Mariënberg Het Westerpark Toeschouwers: 2.800 Scheidsrechter: Tom van Sichem | Bryan Ruiz 48' | 1 - 0 1 - 1 1 - 2                                                                                       | 54' Adrián Sardinero 65' Pedro Ríos | BASISOPSTELLING: Michajlov - Bengtsson, Wisgerhof , Douglas, Tiendalli - Brama, Rendla, Janssen - Bryan, De Jong, Bajrami WISSELS: 46' Janko - Rendla 46' Carney - Brama 62' Bannink - Janssen 72' Stockentree - Tiendalli 75' Parker - Bajrami 83' Javadov - Ruiz 86' Berghuis - Bengtsson                                                  |
| Oefenduel 11 | 1. FC Kaiserslautern                                                                                              | 4 - 1 (3 - 1)                                                                                           | FC Twente | Selectie FC Twente: |
| do. 6 januari 2011 Plaats: La Manga La Manga Club Football Centre Toeschouwers: 250 Scheidsrechter: n.b.                                                                                                   | Ivo Iličević 5' Jan Morávek 22' Pierre de Wit 30' Erwin Hoffer 52'                                                | 1-0 2-0 3-0 3-1 4-1                                                                                     | 34' Marc Janko | BASISOPSTELLING: Michajlov - Tiendalli, Wisgerhof , Douglas, Buysse - Landzaat, De Jong, Janssen - Rosales, Janko, Chadli WISSELS: 55' De Vogt - Michajlov 60' Bannink - Tiendalli 60' Bengtsson - Wisgerhof 60' Röseler - Douglas 60' Bruggink - Landzaat 60' Berghuis - Janssen 60' Leugers - Rosales 60' Parker - Janko 60' John - Chadli |
| Oefenduel 12 | TSG 1899 Hoffenheim                                                                                               | 1 - 1 (0 - 0)                                                                                           | FC Twente | Selectie FC Twente: |
| zo. 9 januari 2011 Plaats: La Manga La Manga Club Football Centre Toeschouwers: n.b. Scheidsrechter: n.b.                                                                                                  | Vedad Ibišević (p.) 74'                                                                                           | 0-1 1-1                                                                                                 | 55' Luuk de Jong | BASISOPSTELLING: Michajlov - Rosales, Wisgerhof , Douglas, Tiendalli - Brama, Janssen, Landzaat - John, De Jong, Chadli WISSELS: 12' Buysse - Tiendalli 60' Röseler - Brama 74' Bruggink - De Jong 77' Berghuis - John 86' Bengtsson - Chadli                                                                                                |
| | | | | |

### Johan Cruijff Schaal
| Finale | AFC Ajax | 0 - 1 (0 - 1) | FC Twente       | Selectie FC Twente: |
| za. 31 juli 2010 Aanvangstijd: 20:00 uur Plaats: Amsterdam Amsterdam ArenA Toeschouwers: 25.000 Scheidsrechter: Kevin Blom |          | 0 - 1         | 8' Luuk de Jong | BASISOPSTELLING: Michajlov - Tiendalli, Wisgerhof , Douglas, Carney - Brama, Tioté, Janssen - Ruiz, De Jong, Bajrami RESERVEBANK: Marsman, Stockentree, Bengtsson, Berghuis, Bannink, Javadov, Parker WISSELS: 81' Parker Bajrami 88' Bannink Ruiz |
| - Gele kaarten waren er voor Luuk de Jong (54'), Emir Bajrami (78') en Cheick Tioté (88'). Bajrami en trainer Michel Preud'homme maakten hun officiële debuut voor FC Twente. Ajax-aanvoerder Luis Suárez kreeg in de 42e minuut een rode kaart na een overtreding op Tioté. FC Twente won door de overwinning voor de eerste keer in de clubgeschiedenis de Johan Cruijff Schaal. Het was de vierde keer in de historie dat Twente in Amsterdam van Ajax won. |          |               |                 | |
| |          |               |                 | |

### Eredivisie
| 1e speelronde | Roda JC Kerkrade | 0 - 0                                           | FC Twente                                                       | Selectie FC Twente: |
| vrij. 6 augustus 2010 Aanvangstijd: 20:45 uur Plaats: Kerkrade Parkstad Limburg Stadion Toeschouwers: 13.180 Scheidsrechter: Ruud Bossen | |                                                 |                                                                 | BASISOPSTELLING: Michajlov - Tiendalli, Wisgerhof , Douglas, Carney - Brama, Tioté, Janssen - Ruiz, De Jong, Bajrami RESERVEBANK: Marsman, Bengtsson, Buysse, Bannink, Chadli, Janko, Parker WISSELS: 69' Chadli Bajrami 79' Janko De Jong                                        |
| - Gele kaarten waren er voor Wout Brama (45'), Theo Janssen (48') en Cheick Tioté (56'). Chadli en Janko maakten met een invalbeurt hun debuut voor FC Twente. | |                                                 |                                                                 | |
| 2e speelronde | FC Twente | 0 - 0                                           | sc Heerenveen                                                   | Selectie FC Twente: |
| za. 14 augustus 2010 Aanvangstijd: 20:45 uur Plaats: Enschede De Grolsch Veste Toeschouwers: 23.800 Scheidsrechter: Pol van Boekel | |                                                 |                                                                 | BASISOPSTELLING: Michajlov - Tiendalli, Wisgerhof , Douglas, Carney - Brama, Tioté, Janssen - Ruiz, De Jong, Bajrami RESERVEBANK: Marsman, Bengtsson, Buysse, Bannink, Chadli, Janko, Parker WISSELS: 71' Janko De Jong 81' Chadli Tioté 87' Parker Bajrami                       |
| 3e speelronde | Vitesse | 0 - 3 (0 - 0)                                   | FC Twente                                                       | Selectie FC Twente: |
| za. 21 augustus 2010 Aanvangstijd: 18:45 uur Plaats: Arnhem GelreDome Toeschouwers: 12.422 Scheidsrechter: Jack van Hulten | | 0 - 1 0 - 2 0 - 3                               | 58' Marc Janko 66' Luuk de Jong 90' Luuk de Jong                | BASISOPSTELLING: Michajlov - Tiendalli, Wisgerhof , Douglas, Buysse - Brama, Chadli, Janssen - Ruiz, Janko, Bajrami RESERVEBANK: Boschker, Bengtsson, Carney, Rosales, Bannink, De Jong, Parker WISSELS: 46' De Jong Bajrami 72' Bannink Janko 81' Rosales Chadli                 |
| - Een gele kaart was er voor Bart Buysse (56'). Aankopen Buysse (basis) en Rosales (invalbeurt) maakten hun debuut voor FC Twente. De dag voor de wedstrijd werd bekend dat middenvelder Cheick Tioté Twente verlaat voor Newcastle United. Hij maakte geen deel meer uit van de wedstrijdselectie. | |                                                 |                                                                 | |
| 4e speelronde | FC Twente | 4 - 0 (0 - 0)                                   | FC Utrecht                                                      | Selectie FC Twente: |
| zo. 29 augustus 2010 Aanvangstijd: 14:30 uur Plaats: Enschede De Grolsch Veste Toeschouwers: 23.500 Scheidsrechter: Richard Liesveld | Marc Janko 64' Marc Janko 72' Luuk de Jong 78' Luuk de Jong 84'                                                       | 1 - 0 2 - 0 3 - 0 4 - 0                         |                                                                 | BASISOPSTELLING: Michajlov - Rosales, Wisgerhof , Douglas, Tiendalli - Brama, De Jong, Janssen - Ruiz, Janko, Chadli RESERVEBANK: Boschker, Bengtsson, Buysse, Carney, Bannink, Bajrami, Parker WISSELS: 81' Bajrami Janko 87' Bannink Janssen 90' Carney Chadli                  |
| - Een gele kaart was er voor Marc Janko (69'). Voorafgaand aan de wedstrijd werd afscheid genomen van de voormalige spelers Jeroen Heubach en Kenneth Pérez. Door de overwinning steeg FC Twente van een 6e naar een 3e plaats op de ranglijst, op twee punten achterstand van de koplopers Ajax en PSV. | |                                                 |                                                                 | |
| 5e speelronde | VVV-Venlo | 1 - 2 (1 - 1)                                   | FC Twente                                                       | Selectie FC Twente: |
| za. 11 september 2010 Aanvangstijd: 18:45 uur Plaats: Venlo Seacon Stadion - De Koel - Toeschouwers: 7.000 Scheidsrechter: Tom van Sichem | Patrick Paauwe (p) 42'                                                                                                | 0 - 1 1 - 1 1 - 2                               | 29' Bryan Ruiz 70' Roberto Rosales                              | BASISOPSTELLING: Michajlov - Rosales, Wisgerhof , Douglas, Tiendalli - Brama, De Jong, Janssen - Ruiz, Janko, Chadli RESERVEBANK: Boschker, Bengtsson, Buysse, Kuiper, Landzaat, Bajrami, Parker WISSELS: 66' Bajrami Chadli                                                      |
| - Chadli (41') en Tiendalli (87') kregen een gele kaart. Scheidsrechter Van Sichem legde in de 83e minuut de wedstrijd voor bijna 25 minuten stil wegens spreekkoren. De wedstrijd werd gespeeld zonder supporters en bestuur van FC Twente, uit onvrede over de verplichte buscombi die door de burgemeester van Venlo was opgelegd. | |                                                 |                                                                 | |
| 6e speelronde | Heracles Almelo | 0 - 0                                           | FC Twente                                                       | Selectie FC Twente: |
| zo. 19 september 2010 Aanvangstijd: 16:30 uur Plaats: Almelo Polman Stadion Toeschouwers: 8.500 Scheidsrechter: Eric Braamhaar | |                                                 |                                                                 | BASISOPSTELLING: Michajlov - Rosales, Wisgerhof , Douglas, Tiendalli - Brama, De Jong, Janssen - Ruiz, Janko, Parker RESERVEBANK: Boschker, Bengtsson, Buysse, Kuiper, Landzaat, Vujičević, Berghuis WISSELS: 69' Buysse Tiendalli 74' Landzaat Parker                            |
| - Mark-Jan Fledderus van Heracles werd in de 43e minuut na twee keer een gele kaart het veld uitgestuurd. Douglas (90') kreeg een gele kaart wegens aanmerkingen op de scheidsrechter. De door FC Twente aan Heracles verhuurde Alexander Bannink viel aan het begin van de tweede helft in. | |                                                 |                                                                 | |
| 7e speelronde | FC Twente | 2 - 2 (1 - 1)                                   | Ajax                                                            | Selectie FC Twente: |
| za. 25 september 2010 Aanvangstijd: 20:45 uur Plaats: Enschede De Grolsch Veste Toeschouwers: 24.000 Scheidsrechter: Pieter Vink | Theo Janssen 11' Theo Janssen 62'                                                                                     | 1 - 0 1 - 1 2 - 1 2 - 2                         | 14' Mounir El Hamdaoui 68' Eyong Enoh                           | BASISOPSTELLING: Michajlov - Rosales, Wisgerhof , Douglas, Kuiper - Brama, Landzaat, Janssen - Ruiz, De Jong, Chadli RESERVEBANK: Boschker, Bengtsson, Schimpelsberger, Vujičević, Janko, Bajrami, Parker WISSELS: 83' Janko De Jong 83' Bajrami Landzaat                         |
| 8e speelronde | FC Twente | 4 - 2 (1 - 1)                                   | FC Groningen                                                    | Selectie FC Twente: |
| zo. 3 oktober 2010 Aanvangstijd: 14:30 uur Plaats: Enschede De Grolsch Veste Toeschouwers: 23.800 Scheidsrechter: Kevin Blom | Bryan Ruiz 30' Bryan Ruiz (p) 49' Marc Janko 72' Theo Janssen 88'                                                     | 0 - 1 1 - 1 2 - 1 3 - 1 3 - 2 4 - 2             | 28' Andreas Granqvist (p) 75' Tim Matavž                        | BASISOPSTELLING: Michajlov - Rosales, Wisgerhof , Douglas, Kuiper - Brama, De Jong, Janssen - Ruiz, Janko, Chadli RESERVEBANK: Boschker, Bengtsson, Schimpelsberger, Landzaat, Vujičević, John, Parker WISSELS: 76' Landzaat Janko 90' Vujičević Janssen                          |
| - Groningen-trainer Pieter Huistra werd in de 89e minuut door scheidsrechter Blom naar de tribune gezonden. Douglas (28') en Janssen (58') kregen een gele kaart. | |                                                 |                                                                 | |
| 9e speelronde | Feyenoord | 0 - 1 (0 - 0)                                   | FC Twente                                                       | Selectie FC Twente: |
| za. 16 oktober 2010 Aanvangstijd: 20:45 uur Plaats: Rotterdam Stadion Feijenoord Toeschouwers: 43.000 Scheidsrechter: Ruud Bossen | | 0 - 1                                           | 78' Denny Landzaat                                              | BASISOPSTELLING: Michajlov - Rosales, Wisgerhof , Douglas, Tiendalli - Brama, De Jong, Janssen - Ruiz, Janko, Chadli RESERVEBANK: Boschker, Bengtsson, Kuiper, Landzaat, Vujičević, Kastrati, Parker WISSELS: 71' Landzaat De Jong 90' Kuiper Tiendalli                           |
| - Janko (12') en Douglas (74') kregen een gele kaart. Denny Landzaat, die na afloop van seizoen 2009/10 geen contractverlenging bij Feyenoord kreeg en eind augustus 2010 transfervrij door Twente werd ingelijfd, maakte zijn eerste doelpunt voor FC Twente en was daarmee de matchwinnaar tegen zijn oude team. | |                                                 |                                                                 | |
| 10e speelronde | FC Twente | 3 - 2 (1 - 1)                                   | ADO Den Haag                                                    | Selectie FC Twente: |
| zo. 24 oktober 2010 Aanvangstijd: 14:30 uur Plaats: Enschede De Grolsch Veste Toeschouwers: 23.800 Scheidsrechter: Pol van Boekel | Theo Janssen 27' Bryan Ruiz (p) 57' Marc Janko 70'                                                                    | 1 - 0 1 - 1 1 - 2 2 - 2 3 - 2                   | 44' Dmitri Boelykin 54' František Kubík                         | BASISOPSTELLING: Michajlov - Tiendalli, Bengtsson, Douglas, Kuiper - Landzaat, De Jong, Janssen - Ruiz , Janko, Chadli RESERVEBANK: Boschker, Rosales, Schimpelsberger, Stockentree, Leugers, Vujičević, Parker WISSELS: 20' Rosales Kuiper 87' Vujičević Chadli                  |
| - Rosales (47') en Landzaat (88') kregen een gele kaart. Bij afwezigheid door blessures van Wisgerhof en Brama, was Ruiz aanvoerder. Nicky Kuiper viel in de 20e minuut uit met een knieblessure. Trainer John van den Brom van ADO werd in de 27e minuut naar de tribune gezonden. Door een gelijkspel van Ajax bij Excelsior steeg FC Twente naar een tweede plaats in de rangschikking, op twee punten van PSV dat Feyenoord met 10-0 versloeg. | |                                                 |                                                                 | |
| 11e speelronde | Willem II | 1 - 3 (1 - 2)                                   | FC Twente                                                       | Selectie FC Twente: |
| wo. 27 oktober 2010 Aanvangstijd: 20:00 uur Plaats: Tilburg Koning Willem II Stadion Toeschouwers: 10.400 Scheidsrechter: Danny Makkelie | Rowin van Zaanen 15'                                                                                                  | 1 - 0 1 - 1 1 - 2 1 - 3                         | 28' Luuk de Jong 37' Douglas 64' Luuk de Jong                   | BASISOPSTELLING: Michajlov - Rosales, Bengtsson, Douglas, Tiendalli - Landzaat, De Jong, Janssen - Ruiz , Janko, Chadli RESERVEBANK: Boschker, Wisgerhof, Leugers, Bruggink, Diba, Vujičević, Parker WISSELS: 73' Bruggink Chadli 86' Wisgerhof Tiendalli 90' Parker De Jong      |
| - Arnold Bruggink keerde na ruim dertien jaar terug. Zijn invalbeurt betekende zijn honderdste competitieduel voor FC Twente. De laatste wedstrijd van Bruggink was op 25 mei 1997 tegen NAC. Rosales (74') en Tiendalli (79') kregen een gele kaart. | |                                                 |                                                                 | |
| 12e speelronde | PSV | 0 - 1 (0 - 0)                                   | FC Twente                                                       | Selectie FC Twente: |
| za. 30 oktober 2010 Aanvangstijd: 20:45 uur Plaats: Eindhoven Philips Stadion Toeschouwers: 34.300 Scheidsrechter: Kevin Blom | | 0 - 1                                           | 60' Nacer Chadli                                                | BASISOPSTELLING: Michajlov - Rosales, Wisgerhof , Douglas, Leugers - Landzaat, De Jong, Janssen - Ruiz, Janko, Chadli RESERVEBANK: Boschker, Schimpelsberger, Stockentree, Bruggink, Diba, Vujičević, Parker WISSELS: 63' Schimpelsberger Leugers 89' Boschker Michajlov          |
| - Leugers (38'), Janssen (40'), Wisgerhof (51'), Schimpelsberger (69') en De Jong (90') kregen geel. Jeugdspelers Thilo Leugers en Michael Schimpelsberger maakten hun debuut voor FC Twente. Bij PSV kreeg Vuković een rode kaart (84') na onbesuisd ingaan op Bryan Ruiz. Door de overwinning nam FC Twente de koppositie in de Eredivisie over van PSV. | |                                                 |                                                                 | |
| 13e speelronde | FC Twente | 2 - 1 (1 - 1)                                   | Excelsior                                                       | Selectie FC Twente: |
| za. 6 november 2010 Aanvangstijd: 18:45 uur Plaats: Enschede De Grolsch Veste Toeschouwers: 23.700 Scheidsrechter: Richard Liesveld | Nacer Chadli 26' Marc Janko 75'                                                                                       | 0 - 1 1 - 1 2 - 1                               | 2' Leen van Steensel                                            | BASISOPSTELLING: Michajlov - Rosales, Wisgerhof , Douglas, Leugers - Landzaat, De Jong, Vujičević - Ruiz, Janko, Chadli RESERVEBANK: Boschker, Schimpelsberger, Stockentree, Brama, Bruggink, Diba, Parker WISSELS: 65' Brama Vujičević 83' Diba Janko 90' Schimpelsberger Chadli |
| - Vujičević (33') kreeg een gele kaart. Diba maakte zijn debuut voor FC Twente. Door de overwinning bleef FC Twente lijstaanvoerder in de Eredivisie. | |                                                 |                                                                 | |
| 14e speelronde | NAC Breda | 2 - 1 (0 - 1)                                   | FC Twente                                                       | Selectie FC Twente: |
| za. 13 november 2010 Aanvangstijd: 20:45 uur Plaats: Breda Rat Verlegh Stadion Toeschouwers: 18.450 Scheidsrechter: Jack van Hulten | Ali Boussaboun 81' Matthew Amoah 90'                                                                                  | 0 - 1 1 - 1 2 - 1                               | 21' Bryan Ruiz                                                  | BASISOPSTELLING: Michajlov - Rosales, Wisgerhof , Douglas, Leugers - Brama, De Jong, Janssen - Ruiz, Janko, Chadli RESERVEBANK: Boschker, Schimpelsberger, Bengtsson, Landzaat, Vujičević, Diba, Parker WISSELS: 75' Landzaat Janko                                               |
| - Door de nederlaag verspeelde FC Twente de koppositie in de Eredivisie aan PSV. | |                                                 |                                                                 | |
| 15e speelronde | FC Twente | 1 - 2 (1 - 1)                                   | AZ                                                              | Selectie FC Twente: |
| za. 20 november 2010 Aanvangstijd: 19:45 uur Plaats: Enschede De Grolsch Veste Toeschouwers: 23.800 Scheidsrechter: Ruud Bossen | Luuk de Jong 17' | 1 - 0 1 - 1 1 - 2                               | 32' Rasmus Elm 63' Celso Ortíz                                  | BASISOPSTELLING: Michajlov - Rosales, Wisgerhof , Douglas, Leugers - Brama, De Jong, Janssen - Ruiz, Janko, Chadli RESERVEBANK: Boschker, Schimpelsberger, Stockentree, Landzaat, Vujičević, Diba, John WISSELS: 46' Landzaat Janko 80' Vujičević Brama 87' John Chadli           |
| - Voor het eerst sinds 1 november 2008 verloor FC Twente een thuiswedstrijd. In de 31e minuut kreeg Douglas de rode kaart na het neertrekken van de doorgebroken Maarten Martens. Uit de daaropvolgende vrije trap scoorde Rasmus Elm de 1-1. Theo Janssen kreeg in de 90e minuut een gele kaart en is voor de eerstvolgende wedstrijd geschorst. | |                                                 |                                                                 | |
| 16e speelronde | N.E.C. | 2 - 4 (1 - 3)                                   | FC Twente                                                       | Selectie FC Twente: |
| za. 27 november 2010 Aanvangstijd: 20:45 uur Plaats: Nijmegen McDOS Goffertstadion Toeschouwers: 12.500 Scheidsrechter: Tom van Sichem | Bas Sibum 9' Björn Vleminckx 74'                                                                                      | 1 - 0 1 - 1 1 - 2 1 - 3 2 - 3 2 - 4             | 18' Bryan Ruiz 41' Marc Janko 44' Bryan Ruiz (p) 79' Marc Janko | BASISOPSTELLING: Boschker - Rosales, Wisgerhof , Bengtsson, Leugers - Brama, De Jong, Landzaat - Ruiz, Janko, Chadli RESERVEBANK: De Vogt, Schimpelsberger, Tiendalli, Buysse, Bruggink, Vujičević, Parker WISSELS: 81' Buysse Ruiz 90' Vujičević Chadli                          |
| - Douglas en Janssen waren geschorst en keeper Michajlov geblesseerd. Ruiz viel geblesseerd uit. Rosales (31') kreeg een gele kaart. Door de overwinning kwam FC Twente gelijk met koploper PSV, dat in deze speelronde verloor van NAC. | |                                                 |                                                                 | |
| 17e speelronde | FC Twente | 2 - 0 (1 - 0)                                   | De Graafschap                                                   | Selectie FC Twente: |
| za. 4 december 2010 Aanvangstijd: 20:45 uur Plaats: Enschede De Grolsch Veste Toeschouwers: 23.500 Scheidsrechter: Danny Makkelie | Theo Janssen 8' Theo Janssen 69'                                                                                      | 1 - 0 2 - 0                                     |                                                                 | BASISOPSTELLING: Michajlov - Bengtsson, Wisgerhof , Douglas - Rosales, Brama, Landzaat, Janssen - De Jong, Janko, Chadli RESERVEBANK: Boschker, Leugers, Tiendalli, Buysse, Bruggink, Vujičević, Parker WISSELS: 80' Tiendalli Landzaat 88' Bruggink De Jong 90' Leugers Janssen  |
| - Brama (77') kreeg een gele kaart. | |                                                 |                                                                 | |
| 18e speelronde | sc Heerenveen | 6 - 2 (2 - 1)                                   | FC Twente                                                       | Selectie FC Twente: |
| zo. 12 december 2010 Aanvangstijd: 14:30 uur Plaats: Heerenveen Abe Lenstra Stadion Toeschouwers: 26.000 Scheidsrechter: Pieter Vink | Oussama Assaidi 20' Oussama Assaidi 37' Viktor Elm 63' Luciano Narsingh 74' Oussama Assaidi 87' Mika Väyrynen (p) 89' | 1 - 0 1 - 1 2 - 1 2 - 2 3 - 2 4 - 2 5 - 2 6 - 2 | 32' Nacer Chadli 51' Nacer Chadli                               | BASISOPSTELLING: Boschker - Rosales, Wisgerhof , Douglas, Tiendalli - Brama, Landzaat, Janssen - Vujičević, De Jong, Chadli RESERVEBANK: De Vogt, Bengtsson, Leugers, Buysse, Bruggink, John, Parker WISSELS: 60' John Vujičević 80' Bruggink Landzaat                            |
| - De zes tegengoals waren voor FC Twente de meeste in één wedstrijd sinds 10 maart 1996 (6-1-nederlaag tegen AFC Ajax). Man of the match Oussama Assaidi was bij alle doelpunten van Heerenveen betrokken: drie doelpunten, twee assists en nadat hij in het strafschopgebied door Wisgerhof werd neergetrokken benutte Väyrynen de penalty. Door een gelijkspel van PSV had Twente bij winst de koppositie in de Eredivisie overgenomen. Nu bleef het tweede, op één punt van PSV, met één punt voorsprong op FC Groningen en met twee punten voorsprong op Ajax. Vujičević (55') kreeg een gele kaart.                                                                                          | |                                                 |                                                                 | |
| 19e speelronde | FC Twente | 5 - 0 (3 - 0)                                   | Heracles Almelo                                                 | Selectie FC Twente: |
| wo. 20 januari 2011 Aanvangstijd: 18:45 uur Plaats: Enschede De Grolsch Veste Toeschouwers: 23.800 Scheidsrechter: Pol van Boekel | Marc Janko 3' Luuk de Jong 39' Marc Janko 45' Marc Janko 60' Marc Janko 70'                                           | 1 - 0 2 - 0 3 - 0 4 - 0 5 - 0                   |                                                                 | BASISOPSTELLING: Michajlov - Rosales, Wisgerhof , Douglas, Onyewu - Brama, Landzaat, De Jong - John, Janko, Chadli RESERVEBANK: Boschker, Bengtsson, Tiendalli, Buysse, Bruggink, Bajrami, Berghuis WISSELS: 65' Bajrami Chadli 77' Berghuis John 80' Bruggink Janko              |
| - De wedstrijd stond oorspronkelijke vastgesteld voor vrijdag 19 december 2010, maar werd enkele uren voor aanvang afgelast wegens sneeuwval. Oguchi Onyewu en jeugdspeler Steven Berghuis maakten hun debuut voor FC Twente. Voor het eerst sinds 23 oktober 1988 (Wim Balm tegen RKC) scoorde een FC Twente-speler vier keer in een competitieduel. | |                                                 |                                                                 | |
| 20e speelronde | FC Groningen | 1 - 2 (1 - 1)                                   | FC Twente                                                       | Selectie FC Twente: |
| zo. 23 januari 2011 Aanvangstijd: 14:30 uur Plaats: Groningen Euroborg Toeschouwers: 22.466 Scheidsrechter: Jan Wegereef | Tim Matavž 33' | 1 - 0 1 - 1 1 - 2                               | 40' Marc Janko 81' Marc Janko                                   | BASISOPSTELLING: Michajlov - Rosales, Wisgerhof , Douglas, Onyewu - Brama, Landzaat, De Jong - John, Janko, Chadli RESERVEBANK: Boschker, Bengtsson, Tiendalli, Buysse, Bruggink, Janssen, Bajrami WISSELS: 46' Janssen John 77' Bajrami Landzaat 90' Bengtsson Janko             |
| - Gele kaarten waren er voor Landzaat (19'), Onyewu (43'), Janko (74') en Chadli (90+1'). Janko miste in de 84e minuut een strafschop. | |                                                 |                                                                 | |
| 21e speelronde | FC Twente | 2 - 1 (0 - 0)                                   | Feyenoord                                                       | Selectie FC Twente: |
| zo. 30 januari 2011 Aanvangstijd: 14:30 uur Plaats: Enschede De Grolsch Veste Toeschouwers: 23.800 Scheidsrechter: Richard Liesveld | Wout Brama 76' Bryan Ruiz 90'                                                                                         | 0 - 1 1 - 1 2 - 1                               | 51' Gill Swerts                                                 | BASISOPSTELLING: Michajlov - Rosales, Wisgerhof , Douglas, Tiendalli - Brama, Landzaat, Janssen - Bajrami, Janko, Chadli RESERVEBANK: Boschker, Bengtsson, Leugers, Bruggink, Berghuis, John, Ruiz WISSELS: 62' John Landzaat 74' Ruiz Bajrami                                    |
| - Bryan Ruiz, die door een knieblessure twee maanden uitgeschakeld was, maakte met een invalbeurt zijn rentree en scoorde in de eerste minuut van de blessuretijd de winnende treffer. | |                                                 |                                                                 | |
| 22e speelronde | FC Utrecht | 1 - 1 (1 - 0)                                   | FC Twente                                                       | Selectie FC Twente: |
| zo. 6 februari 2011 Aanvangstijd: 14:30 uur Plaats: Utrecht Stadion Galgenwaard Toeschouwers: 21.767 Scheidsrechter: Jack van Hulten | Leon de Kogel 37' | 1 - 0 1 - 1                                     | 50' Nacer Chadli                                                | BASISOPSTELLING: Michajlov - Rosales, Wisgerhof , Douglas, Leugers - Brama, Janssen, Landzaat - De Jong, Janko, Chadli RESERVEBANK: Boschker, Bengtsson, Buysse, Berghuis, Bajrami, John, Ruiz WISSELS: 46' Ruiz Janko 83' Buysse Leugers 86' Bajrami Chadli                      |
| - Wisgerhof (15'), De Jong (59'), Leugers (77'), Rosales (84'), Bajrami (90+1') en Douglas (90+5') kregen een gele kaart. Door de puntendeling kwam FC Twente gelijk met koploper PSV, dat dit weekend verloor van ADO Den Haag. | |                                                 |                                                                 | |
| 23e speelronde | FC Twente | 1 - 0 (1 - 0)                                   | Vitesse                                                         | Selectie FC Twente: |
| za. 12 februari 2011 Aanvangstijd: 19:45 uur Plaats: Enschede De Grolsch Veste Toeschouwers: 23.750 Scheidsrechter: Danny Makkelie | Nacer Chadli 39' | 1 - 0                                           |                                                                 | BASISOPSTELLING: Michajlov - Rosales, Wisgerhof , Douglas, Onyewu - Brama, Chadli, Janssen - Ruiz, De Jong, Bajrami RESERVEBANK: Boschker, Röseler, Buysse, Leugers, Landzaat, Bruggink, John, WISSELS: 73' John Bajrami 89' Landzaat Chadli                                      |
| - Rosales (45') kreeg een gele kaart, zijn vijfde van het seizoen. Hij is voor de eerstvolgende wedstrijd geschorst. | |                                                 |                                                                 | |
| 24e speelronde | FC Twente | 1 - 1 (1 - 1)                                   | N.E.C.                                                          | Selectie FC Twente: |
| zo. 20 februari 2011 Aanvangstijd: 14:30 uur Plaats: Enschede De Grolsch Veste Toeschouwers: 23.800 Scheidsrechter: Kevin Blom | Emir Bajrami 27' | 0 - 1 1 - 1                                     | 7' Niki Zimling                                                 | BASISOPSTELLING: Michajlov - Onyewu, Wisgerhof , Douglas, Buysse - Brama, Chadli, Janssen - Ruiz, De Jong, Bajrami RESERVEBANK: Boschker, Bengtsson, Leugers, Landzaat, Bruggink, John, Janko WISSELS: 66' Janko Bajrami 80' John Ruiz                                            |
| - Onyewu (38'), Janssen (42') en Buysse (64') kregen een gele kaart. | |                                                 |                                                                 | |
| 25e speelronde | AZ | 2 - 1 (1 - 0)                                   | FC Twente                                                       | Selectie FC Twente: |
| zo. 27 februari 2011 Aanvangstijd: 14:30 uur Plaats: Alkmaar AFAS Stadion Toeschouwers: 16.782 Scheidsrechter: Ruud Bossen | Theo Janssen (ed) 26' Erik Falkenburg 90'                                                                             | 1 - 0 1 - 1 2 - 1                               | 89' Luuk de Jong                                                | BASISOPSTELLING: Michajlov - Rosales, Wisgerhof , Douglas, Onyewu - Brama, De Jong, Janssen - Ruiz, Janko, Bajrami RESERVEBANK: Boschker, Bengtsson, Buysse, Leugers, Landzaat, Bruggink, Chadli WISSELS: 45' Buysse Ruiz 68' Chadli Janko 86' Bruggink Wisgerhof                 |
| - FC Twente-verdediger Douglas kreeg in de 43e minuut een rode kaart wegens een slaande beweging naar Pontus Wernbloom van AZ. In de 63e minuut kreeg Nick Viergever van AZ eveneens een rode kaart omdat hij Luuk de Jong in doorgebroken positie neertrok. Kort daarvoor had scheidsrechter Bossen op verzoek van AZ het spel ongeveer 10 minuten stilgelegd wegens spreekkoren uit het supportersvak van FC Twente. Nadat Peter Wisgerhof in de 86e minuut gewisseld was, droeg Wout Brama de aanvoerdersband. Het onderling duel tussen PSV en AFC Ajax, dat gelijktijdig werd gespeeld, eindigde in 0-0. Op de ranglijst staat Twente drie punten achter op PSV en twee punten voor op Ajax. | |                                                 |                                                                 | |
| 26e speelronde | FC Twente | 2 - 0 (0 - 0)                                   | NAC Breda                                                       | Selectie FC Twente: |
| za. 5 maart 2011 Aanvangstijd: 18:45 uur Plaats: Enschede De Grolsch Veste Toeschouwers: 23.800 Scheidsrechter: Jan Wegereef | Luuk de Jong 61' Nacer Chadli 90'                                                                                     | 1 - 0 2 - 0                                     |                                                                 | BASISOPSTELLING: Michajlov - Rosales, Wisgerhof , Onyewu, Buysse - Brama, De Jong, Janssen - Bajrami, Janko, Chadli RESERVEBANK: Boschker, Bengtsson, Leugers, Bannink, Landzaat, Bruggink, John WISSELS: 71' Landzaat Janko 90' John Bajrami                                     |
| - Bajrami (23') kreeg een gele kaart. | |                                                 |                                                                 | |
| 27e speelronde | FC Twente | 2 - 1 (1 - 1)                                   | VVV-Venlo                                                       | Selectie FC Twente: |
| zo. 13 maart 2011 Aanvangstijd: 14:30 uur Plaats: Enschede De Grolsch Veste Toeschouwers: 23.800 Scheidsrechter: Reinold Wiedemeijer | Wout Brama 30' Ola John 83'                                                                                           | 0 - 1 1 - 1 2 - 1                               | 3' Ferry de Regt                                                | BASISOPSTELLING: Michajlov - Rosales, Onyewu, Bengtsson, Buysse - Brama , De Jong, Janssen - Bajrami, Janko, Chadli RESERVEBANK: Boschker, Wisgerhof, Leugers, Tiendalli, Landzaat, Bruggink, John WISSELS: 64' Tiendalli Buysse 65' John Bajrami 84' Landzaat Janko              |
| - Rosales (20') en Buysse (38') kregen een gele kaart. Doordat de wedstrijd N.E.C. - PSV in 2 - 2 eindigde, kwam FC Twente in de stand op één punt achterstand van PSV. Ajax, dat Willem II met 3 - 1 versloeg, staat op twee punten achterstand van Twente op de derde plaats. | |                                                 |                                                                 | |
| 28e speelronde | Excelsior | 0 - 2 (0 - 1)                                   | FC Twente                                                       | Selectie FC Twente: |
| zo. 20 maart 2011 Aanvangstijd: 14:30 uur Plaats: Rotterdam Stadion Woudestein Toeschouwers: 3.540 Scheidsrechter: Richard Liesveld | | 0 - 1 0 - 2                                     | 36' Theo Janssen 68' Theo Janssen (p)                           | BASISOPSTELLING: Boschker - Rosales, Wisgerhof , Bengtsson, Buysse - Brama, Landzaat, Janssen - Bajrami, De Jong, Chadli RESERVEBANK: De Vogt, Onyewu, Tiendalli, Bannink, Berghuis, Bruggink, John WISSELS: 80' Bruggink Janssen 87' John Chadli 90' Tiendalli Bajrami           |
| - Kaj Ramsteijn van Excelsior kreeg in de 67e minuut een rode kaart en een strafschop tegen na het neerhalen van FC Twente-spits Luuk de Jong. FC Twente liep door de overwinning uit op Ajax, dat met 3-2 van ADO Den Haag verloor. | |                                                 |                                                                 | |
| 29e speelronde | FC Twente | 2 - 0 (0 - 0)                                   | PSV                                                             | Selectie FC Twente: |
| za. 2 april 2011 Aanvangstijd: 18:45 uur Plaats: Enschede De Grolsch Veste Toeschouwers: 24.200 Scheidsrechter: Kevin Blom | Theo Janssen (p) 64' Theo Janssen 82'                                                                                 | 1 - 0 2 - 0                                     |                                                                 | BASISOPSTELLING: Michajlov - Rosales, Wisgerhof , Bengtsson, Buysse - Brama, Landzaat, Janssen - Bajrami, De Jong, Chadli RESERVEBANK: Boschker, Onyewu, Tiendalli, Berghuis, Leugers, Ruiz, John WISSELS: 61' Ruiz Bajrami 82' John De Jong 88' Tiendalli Buysse                 |
| - Buysse kreeg een gele kaart. Door de overwinning nam FC Twente de koppositie over in de Eredivisie. Vijf wedstrijden voor het einde volgt PSV op twee punten. | |                                                 |                                                                 | |
| 30e speelronde | FC Twente | 1 - 1 (0 - 0)                                   | Roda JC Kerkrade                                                | Selectie FC Twente: |
| zo. 10 april 2011 Aanvangstijd: 14:30 uur Plaats: Enschede De Grolsch Veste Toeschouwers: 23.800 Scheidsrechter: Ed Janssen | Theo Janssen (p) 86'                                                                                                  | 0 - 1 1 - 1                                     | 77' Boldizsár Bodor                                             | BASISOPSTELLING: Michajlov - Rosales, Wisgerhof , Bengtsson, Buysse - Brama, Landzaat, Janssen - Ruiz, Janko, Chadli RESERVEBANK: Boschker, Onyewu, Tiendalli, Bruggink, Leugers, Bajrami, John WISSELS: 78' Bajrami Landzaat 78' John Janko                                      |
| - Janssen en Buysse kregen een gele kaart en zijn daardoor geschorst voor het duel tegen De Graafschap. Rosales kreeg een rode kaart (90+5'). Aan de kant van Roda JC kreeg doelman Prus een rode kaart (83') Ruiz miste een strafschop in de 53e minuut. PSV speelde gelijk tegen sc Heerenveen (2-2), zodoende bleef FC Twente aan kop. | |                                                 |                                                                 | |
| 31e speelronde | De Graafschap | 1 - 1 (0 - 0)                                   | FC Twente                                                       | Selectie FC Twente: |
| zo. 17 april 2011 Aanvangstijd: 14:30 uur Plaats: Doetinchem De Vijverberg Toeschouwers: 12.580 Scheidsrechter: Jack van Hulten | Rogier Meijer 89' | 0 - 1 1 - 1                                     | 72' Denny Landzaat                                              | BASISOPSTELLING: Michajlov - Tiendalli, Wisgerhof , Douglas, Leugers - Brama, Ruiz, Landzaat - John, De Jong, Chadli RESERVEBANK: Boschker, Onyewu, Röseler, Bruggink, Bannink, Bajrami, Janko WISSELS: 58' Janko John 73' Bajrami Chadli                                         |
| - Doordat PSV wel wist te winnen in Almelo verspeelde FC Twente de koppositie op doelsaldo aan de Eindhovenaren. | |                                                 |                                                                 | |
| 32e speelronde | ADO Den Haag | 1 - 2 (0 - 0)                                   | FC Twente                                                       | Selectie FC Twente: |
| vrij. 22 april 2011 Aanvangstijd: 20:45 uur Plaats: Den Haag Kyocera Stadion Toeschouwers: 12.000 Scheidsrechter: Jan Wegereef | Dmitri Boelykin 70'                                                                                                   | 0 - 1 1 - 1 1 - 2                               | 61' Bryan Ruiz 86' Luuk de Jong                                 | BASISOPSTELLING: Michajlov - Tiendalli, Wisgerhof , Douglas, Buysse - Brama, Landzaat, Janssen - Ruiz, De Jong, Chadli RESERVEBANK: Boschker, Onyewu, Bengtsson, Leugers, Bajrami, Janko, John WISSELS: 84' Bajrami Chadli 90' Onyewu De Jong                                     |
| - In de eerste helft werd een doelpunt van Ruiz afgekeurd. De Jong (18') kreeg een gele kaart. Aangezien PSV met 3-1 van Feyenoord verloor, kwam de leiding in de Eredivisie opnieuw in handen van FC Twente. Ajax volgde op één punt achterstand, PSV op drie. | |                                                 |                                                                 | |
| 33e speelronde | FC Twente | 4 - 0 (1 - 0)                                   | Willem II                                                       | Selectie FC Twente: |
| zo. 1 mei 2011 Aanvangstijd: 14:30 uur Plaats: Enschede De Grolsch Veste Toeschouwers: 24.000 Scheidsrechter: Danny Makkelie | Luuk de Jong 39' Douglas 50' Dragan Jelič (ed) 63' Theo Janssen (p) 77'                                               | 1 - 0 2 - 0 3 - 0 4 - 0                         |                                                                 | BASISOPSTELLING: Michajlov - Rosales, Wisgerhof , Douglas, Buysse - Brama, Landzaat, Janssen - Ruiz, De Jong, Chadli RESERVEBANK: Boschker, Tiendalli, Onyewu, Bengtsson, Leugers, Janko, John WISSELS: 68' Bengtsson Douglas 77' Tiendalli Rosales 81' Janko Landzaat            |
| 34e speelronde | Ajax | 3 - 1 (1 - 0)                                   | FC Twente                                                       | Selectie FC Twente: |
| zo. 15 mei 2011 Aanvangstijd: 14:30 uur Plaats: Amsterdam Amsterdam ArenA Toeschouwers: 51.738 Scheidsrechter: Pieter Vink | Siem de Jong 23' Denny Landzaat (ed) 47' Siem de Jong 78'                                                             | 1 - 0 2 - 0 2 - 1 3 - 1                         | 48' Theo Janssen                                                | BASISOPSTELLING: Michajlov - Rosales, Wisgerhof , Douglas, Buysse - Brama, Landzaat, Janssen - Ruiz, De Jong, Chadli RESERVEBANK: Boschker, Tiendalli, Bengtsson, Leugers, Janko, John, Bajrami WISSELS: 68' Janko Landzaat 83' Bajrami Chadli                                    |
| - Douglas en Janssen kregen een gele kaart. Voor Douglas betekent dat een schorsing voor het eerstkomende competitieduel. Ajax nam door de winst de koppositie over en werd kampioen. Door het gelijke spel van PSV bij Groningen werd FC Twente wel tweede. | |                                                 |                                                                 | |
| | |                                                 |                                                                 | |

### KNVB beker
| 3e ronde | vv Capelle | 1 - 4 (1 - 1)                  | FC Twente | Selectie FC Twente: |
| wo. 22 september 2010 Aanvangstijd: 20:00 uur Plaats: Rotterdam Stadion Woudestein Toeschouwers: 2800 Scheidsrechter: Jack van Hulten | Wesley da Silva 39'                                                                                            | 1 - 0 1 - 1 1 - 2 1 - 3 1 - 4  | 40' Bernard Parker 54' Bryan Ruiz (p) 58' Nacer Chadli 80' Luuk de Jong                                                             | BASISOPSTELLING: Boschker - Tiendalli, Bengtsson, Douglas, Kuiper - Brama , Chadli, Landzaat - Rosales, De Jong, Ruiz RESERVEBANK: Michajlov, Schimpelsberger, Wisgerhof, Berghuis, Vujičević, John, Parker WISSELS: 33' Parker Tiendalli 76' Vujičević Ruiz 84' John Chadli             |
| - Rasmus Bengtsson en Ola John maakten hun debuut voor FC Twente. Kuiper en Vujičević keerden terug na langdurige blessures. Door de 4-1-overwinning bekerde Twente door naar de vierde ronde.                                                                                              | |                                | | |
| | |                                | | |
| 4e ronde | FC Zwolle | 1 - 1 (1 - 1, 0 - 0)           | FC Twente | Selectie FC Twente: |
| di. 9 november 2010 Aanvangstijd: 20:45 uur Plaats: Zwolle FC Zwolle Stadion Toeschouwers: 10.500 Scheidsrechter: Ed Janssen | Yanic Wildschut 87' Sjoerd Ars Arne Slot Frank Olijve Joey van den Berg                                        | 0 - 1 1 - 1 TWE w.n.s. (3 - 5) | 82' Nacer Chadli Bryan Ruiz Denny Landzaat Dario Vujičević Nacer Chadli Douglas                                                     | BASISOPSTELLING: Boschker - Schimpelsberger, Wisgerhof , Douglas, Leugers - Landzaat, Bruggink, Vujičević - Diba, Janko, Parker RESERVEBANK: Michajlov, Stockentree, Röseler, Brama, Ruiz, Chadli, Kastrati WISSELS: 64' Chadli Parker 64' Ruiz Bruggink 89' Stockentree Schimpelsberger |
| - Een gele kaart was er voor Denny Landzaat. Door de strafschoppenserie te winnen bekerde Twente door naar de achtste finales. | |                                | | |
| | |                                | | |
| 1/8 finale | FC Twente | 5 - 0 (4 - 0)                  | Vitesse | Selectie FC Twente: |
| di. 21 december 2010 Aanvangstijd: 20:45 uur Plaats: Enschede De Grolsch Veste Toeschouwers: 23.000 Scheidsrechter: Kevin Blom | Theo Janssen 29' Luuk de Jong (p) 32' Theo Janssen 37' Nacer Chadli 44' Luuk de Jong 60'                       | 1 - 0 2 - 0 3 - 0 4 - 0 5 - 0  | | BASISOPSTELLING: Boschker - Bengtsson, Wisgerhof , Douglas, Buysse - Brama, Janssen, Leugers - Rosales, De Jong, Chadli RESERVEBANK: Michajlov, Tiendalli, Vujičević, Bruggink, Diba, Gouriye, John WISSELS: 46' Tiendalli Bengtsson 62' Diba Chadli 74' John Janssen                    |
| | |                                | | |
| 1/4 finale | FC Twente | 1 - 1 (1 - 1, 0 - 0)           | PSV | Selectie FC Twente: |
| wo. 26 januari 2011 Aanvangstijd: 20:45 uur Plaats: Enschede De Grolsch Veste Toeschouwers: 21.000 Scheidsrechter: Pieter Vink | Theo Janssen (p) 70' Theo Janssen Denny Landzaat Nacer Chadli Marc Janko Douglas Luuk de Jong Dwight Tiendalli | 1 - 0 1 - 1 TWE w.n.s. (7 - 6) | 90' Danny Koevermans Atiba Hutchinson Stanislav Manolev Marcus Berg Ola Toivonen Balázs Dzsudzsák Danny Koevermans Orlando Engelaar | BASISOPSTELLING: Boschker - Rosales, Wisgerhof , Douglas, Onyewu - Brama, De Jong, Janssen - Bajrami, Janko, Chadli RESERVEBANK: Michajlov, Buysse, Tiendalli, Bentsson, Landzaat, Bruggink, John WISSELS: 26' Tiendalli Onyewu 59' Landzaat Bajrami                                     |
| - Een gele kaart was er voor Wout Brama. Door de overwinning bereikte Twente de halve finales. | |                                | | |
| | |                                | | |
| 1/2 finale | FC Twente | 1 - 0 (0 - 0)                  | FC Utrecht | Selectie FC Twente: |
| wo. 2 maart 2011 Aanvangstijd: 20:45 uur Plaats: Enschede De Grolsch Veste Toeschouwers: 21.800 Scheidsrechter: Pol van Boekel | Marc Janko 77'                                                                                                 |                                | | BASISOPSTELLING: Boschker - Rosales, Wisgerhof , Bengtsson, Buysse - Brama, Landzaat, Janssen - De Jong, Janko, Chadli RESERVEBANK: Michajlov, Onyewu, Leugers, Bannink, Bajrami, Bruggink, John WISSELS: 64' John Landzaat                                                              |
| - Gele kaarten waren er voor Janko en Buysse. Bij Utrecht ontving Cornelisse na twintig minuten zijn tweede gele kaart, waardoor hij het veld moest verlaten. FC Twente bekert door de winst voor de zevende keer in de historie door naar de finale.                                       | |                                | | |
| | |                                | | |
| Finale | FC Twente | 3 - 2 (2 - 2, 1 - 2)           | Ajax | Selectie FC Twente: |
| zo. 8 mei 2011 Aanvangstijd: 18:00 uur Plaats: Rotterdam Stadion Feijenoord Toeschouwers: 45.000 Scheidsrechter: Kevin Blom | Wout Brama 45' Theo Janssen 56' Marc Janko 117'                                                                | 0 - 1 0 - 2 1 - 2 2 - 2 3 - 2  | 19' Demy de Zeeuw 40' Lorenzo Ebecilio                                                                                              | BASISOPSTELLING: Boschker - Tiendalli, Wisgerhof , Douglas, Buysse - Brama, Landzaat, Janssen - Ruiz, De Jong, Chadli RESERVEBANK: Michajlov, Rosales, Bengtsson, Leugers, Janko, Bajrami, John WISSELS: 91' Bajrami Chadli 100' Bengtsson Wisgerhof 106' Janko De Jong                  |
| - FC Twente werd voor de derde keer in de clubhistorie winnaar van de KNVB beker. Douglas (24'), Brama (82'), Janssen (83') en De Jong (94') kregen een gele kaart. Nadat Wisgerhof werd vervangen, droeg Brama de aanvoerdersband. Na afloop werd de beker uitgereikt door Theo Pahlplatz. | |                                | | |
| | |                                | | |
| | |                                | | |

### Champions League
| groepsfase | FC Twente                                                                                          | 2 - 2 (2 - 2)                       | Internazionale                                               | Selectie FC Twente: |
| di. 14 september 2010 Aanvangstijd: 20:45 uur Plaats: Enschede FC Twente Stadion Toeschouwers: 23.800 Scheidsrechter: Pedro Proença | Theo Janssen 20' Diego Milito (ed) 30'                                                             | 0 - 1 1 - 1 2 - 1 2 - 2             | 14' Wesley Sneijder 41' Samuel Eto'o                         | BASISOPSTELLING: Michajlov - Rosales, Wisgerhof , Douglas, Tiendalli - Brama, De Jong, Janssen - Ruiz, Janko, Chadli RESERVEBANK: Boschker, Bengtsson, Buysse, Kuiper, Landzaat, Bajrami, Parker WISSELS: 78' Bajrami Janko 88' Landzaat Chadli                                                    |
| - FC Twente debuteerde in de UEFA Champions League met een thuiswedstrijd tegen de regerend kampioen. Een gele kaart was er voor Douglas (90') wegens protesteren. Denny Landzaat maakte met een invalbeurt zijn debuut voor FC Twente. Ook de tweede wedstrijd in de groep; Werder Bremen tegen Tottenham Hotspur, eindigde in 2-2. | |                                     |                                                              | |
| | |                                     |                                                              | |
| groepsfase | Tottenham Hotspur FC                                                                               | 4 - 1 (0 - 0)                       | FC Twente                                                    | Selectie FC Twente: |
| wo. 29 september 2010 Aanvangstijd: 20:45 uur Plaats: Londen White Hart Lane Toeschouwers: 34.000 Scheidsrechter: Terje Hauge | Rafael van der Vaart 47' Roman Pavljoetsjenko (p) 50' Roman Pavljoetsjenko (p) 64' Gareth Bale 85' | 1 - 0 2 - 0 2 - 1 3 - 1 4 - 1       | 56' Nacer Chadli                                             | BASISOPSTELLING: Michajlov - Rosales, Wisgerhof , Douglas, Kuiper - Brama, Landzaat, Janssen - Ruiz, Janko, Bajrami RESERVEBANK: Boschker, Bengtsson, Schimpelsberger, Vujičević, De Jong, Chadli, Parker WISSELS: 28' Chadli Bajrami 69' De Jong Landzaat                                         |
| - Michajlov (40'), Kuiper (54') en Rosales (80') kregen geel. Michajlov keerde in de 41e minuut een door Van der Vaart genomen strafschop. Van der Vaart werd in de 61e minuut na een tweede gele kaart het veld uitgestuurd. Internazionale tegen Werder Bremen, de andere wedstrijd in de groep, eindigde in 4-0 voor Inter. FC Twente staat hierdoor na twee wedstrijden derde. | |                                     |                                                              | |
| | |                                     |                                                              | |
| groepsfase | FC Twente                                                                                          | 1 - 1 (0 - 0)                       | Werder Bremen                                                | Selectie FC Twente: |
| wo. 20 oktober 2010 Aanvangstijd: 20:45 uur Plaats: Enschede FC Twente Stadion Toeschouwers: 24.000 Scheidsrechter: Claus Bo Larsen | Theo Janssen 75'                                                                                   | 1-0 1-1                             | 80' Marko Arnautović                                         | BASISOPSTELLING: Michajlov - Rosales, Wisgerhof , Douglas, Tiendalli - Brama, Landzaat, Janssen - Ruiz, Janko, Chadli RESERVEBANK: Boschker, Bengtsson, Kuiper, Schimpelsberger, Vujičević, De Jong, Parker WISSELS: 24' Bengtsson Wisgerhof 86' De Jong Landzaat                                  |
| - Brama (45+1') en Tiendalli (61') kregen geel. Brama nam na 24 minuten de aanvoerdersband over van Wisgerhof, nadat hij geblesseerd het veld verlaten had. Internazionale tegen Tottenham Hotspur, de andere wedstrijd in de groep, eindigde in 4-3 voor Inter. FC Twente staat na drie wedstrijden vierde. | |                                     |                                                              | |
| | |                                     |                                                              | |
| groepsfase | Werder Bremen                                                                                      | 0 - 2 (0 - 0)                       | FC Twente                                                    | Selectie FC Twente: |
| di. 2 november 2010 Aanvangstijd: 20:45 uur Plaats: Bremen Weserstadion Toeschouwers: 30.200 Scheidsrechter: Alain Hamer | | 0 - 1 0 - 2                         | 81' Nacer Chadli 84' Luuk de Jong                            | BASISOPSTELLING: Michajlov - Bengtsson, Wisgerhof , Douglas - Rosales, De Jong, Landzaat, Leugers - Ruiz, Janko, Chadli RESERVEBANK: Boschker, Schimpelsberger, Stockentree, Vujičević, John, Kastrati, Parker WISSELS: 76' Schimpelsberger Bengtsson 86' Vujičević Chadli 90' Stockentree De Jong |
| - Drie dagen na een historische overwinning in de competitie op PSV, boekte FC Twente zijn eerste winst in de Champions League. Basisspelers Theo Janssen, Wout Brama en Dwight Tiendalli ontbraken in deze wedstrijd wegens blessures. Jeugdspeler Mitch Stockentree maakte met een invalbeurt in blessuretijd zijn debuut in het eerste van FC Twente. Douglas (41'), Leugers (62') en Bengtsson (68') kregen een gele kaart. Werder-aanvoerder Torsten Frings kreeg in de 75e minuut rood wegens het neertrekken van de doorgebroken Bryan Ruiz. Tottenham Hotspur tegen Internazionale eindigde in 3-1. FC Twente staat na deze ronde op een derde plaats in de groep, twee punten achter Inter en Tottenham en drie punten voor op Werder Bremen. | |                                     |                                                              | |
| | |                                     |                                                              | |
| groepsfase | Internazionale                                                                                     | 1 - 0 (0 - 0)                       | FC Twente                                                    | Selectie FC Twente: |
| wo. 24 november 2010 Aanvangstijd: 20:45 uur Plaats: Milaan Stadio Giuseppe Meazza Toeschouwers: 29.466 Scheidsrechter: Stéphane Lannoy | Esteban Cambiasso 55'                                                                              | 1 - 0                               |                                                              | BASISOPSTELLING: Michajlov - Rosales, Wisgerhof , Douglas, Leugers - Brama, De Jong, Janssen - Ruiz, Janko, Chadli RESERVEBANK: Boschker, Schimpelsberger, Buysse, Landzaat, Vujičević, John, Parker WISSELS: 70' Landzaat Janko 80' Buysse Leugers                                                |
| - Door de nederlaag tegen Inter en de gelijktijdige nederlaag van Werder Bremen tegen Tottenham Hotspur (3-0) is FC Twente verzekerd van een derde plaats in de groep. Dit betekent dat Twente doorbekert in de UEFA Europa League. Thilo Leugers (73') kreeg in deze wedstrijd een gele kaart. | |                                     |                                                              | |
| | |                                     |                                                              | |
| groepsfase | FC Twente                                                                                          | 3 - 3 (1 - 1)                       | Tottenham Hotspur FC                                         | Selectie FC Twente: |
| di. 7 december 2010 Aanvangstijd: 20:45 uur Plaats: Enschede FC Twente Stadion Toeschouwers: 24.000 Scheidsrechter: Carlos Velasco Carballo | Denny Landzaat (p) 22' Roberto Rosales 56' Nacer Chadli 64'                                        | 0 - 1 1 - 1 1 - 2 2 - 2 2 - 3 3 - 3 | 12' Peter Wisgerhof (ed) 47' Jermain Defoe 59' Jermain Defoe | BASISOPSTELLING: Boschker - Rosales, Wisgerhof , Douglas, Tiendalli - Brama, Landzaat, Janssen - De Jong, Janko, Chadli RESERVEBANK: Michajlov, Bengtsson, Leugers, Buysse, Vujičević, John, Parker WISSELS: 72' Vujičević Janko                                                                   |
| - Sander Boschker, die in zijn loopbaan niet eerder in een wedstrijd in de Champions League had gekeept, kreeg in de laatste groepswedstrijd de voorkeur boven Nikolaj Michajlov. Met 40 jaar en 48 dagen was hij op dat moment de oudste Nederlander ooit in de Champions League. Dit record werd op 23 februari 2011 verbeterd door Edwin van der Sar (Manchester United FC). In de tweede wedstrijd in de groep versloeg Werder Bremen Internazionale met 3-0. Tottenham Hotspur werd hierdoor de groepswinnaar. | |                                     |                                                              | |
| | |                                     |                                                              | |
| | |                                     |                                                              | |

### Europa League
| 2e ronde | Roebin Kazan                                                                  | 0 - 2 (0 - 0)                       | FC Twente                                           | Selectie FC Twente: |
| do. 17 februari 2011 Aanvangstijd: 13:00 uur Plaats: Moskou Olympisch Stadion Loezjniki Toeschouwers: 500 Scheidsrechter: Robert Schörgenhofer |                                                                               | 0 - 1 0 - 2                         | 77' Luuk de Jong 88' Peter Wisgerhof                | BASISOPSTELLING: Michajlov - Rosales, Wisgerhof , Douglas, Onyewu - Brama, Landzaat, Janssen - Ruiz, De Jong, Chadli RESERVEBANK: Boschker, Bengtsson, Buysse, Leugers, Bruggink, Bajrami, John WISSELS: 86' Bajrami Ruiz                                    |
| - Doordat het veld in het stadion van Roebin Kazan was afgekeurd in verband met vorst werd het duel in het Olympisch Stadion Loezjniki in Moskou afgewerkt. Door de lage temperaturen was het doorgaan van de wedstrijd lange tijd onzeker. Een uur voor de aftrap gaven de thermometers van de UEFA −14,3 °C aan, waardoor er ondanks protesten van FC Twente toch afgetrapt werd. Roberto Rosales, Theo Janssen en Denny Landzaat kregen in deze wedstrijd een gele kaart. |                                                                               |                                     |                                                     | |
| |                                                                               |                                     |                                                     | |
| 2e ronde | FC Twente                                                                     | 2 - 2 (1 - 2)                       | Roebin Kazan                                        | Selectie FC Twente: |
| do. 24 februari 2011 Aanvangstijd: 21:05 uur Plaats: Enschede FC Twente Stadion Toeschouwers: 24.000 Scheidsrechter: Marcin Borski | Theo Janssen 45' Douglas 47'                                                  | 0 - 1 0 - 2 1 - 2 2 - 2             | 22' Cristian Ansaldi 24' Christian Noboa            | BASISOPSTELLING: Michajlov - Rosales, Wisgerhof , Douglas, Onyewu - Brama, Landzaat, Janssen - Ruiz, De Jong, Chadli RESERVEBANK: Boschker, Bengtsson, Buysse, Leugers, Bajrami, John, Janko WISSELS: 73' Bajrami Ruiz 87' Janko Chadli 90' Buysse De Jong   |
| - FC Twente bekert door naar de volgende ronde. Brama en Michajlov kregen een gele kaart. |                                                                               |                                     |                                                     | |
| |                                                                               |                                     |                                                     | |
| 1/8 finale | FC Twente                                                                     | 3 - 0 (1 - 0)                       | FK Zenit Sint-Petersburg                            | Selectie FC Twente: |
| do. 10 maart 2011 Aanvangstijd: 21:05 uur Plaats: Enschede FC Twente Stadion Toeschouwers: 20.750 Scheidsrechter: Mark Clattenburg | Luuk de Jong 25' Denny Landzaat 56' Luuk de Jong 90+2'                        | 1 - 0 2 - 0 3 - 0                   |                                                     | BASISOPSTELLING: Michajlov - Rosales, Wisgerhof , Douglas, Buysse - Brama, Landzaat, Janssen - Chadli, De Jong, Bajrami RESERVEBANK: Boschker, Bengtsson, Onyewu, Tiendalli, Bruggink, John, Janko WISSELS: 76' John Bajrami                                 |
| - Gele kaarten waren er voor Douglas (57') en Buysse (70'). Voor Douglas was het de derde gele kaart in Europees verband, wat hem op een schorsing voor het uitduel in Sint-Petersburg kwam te staan. |                                                                               |                                     |                                                     | |
| |                                                                               |                                     |                                                     | |
| 1/8 finale | FK Zenit Sint-Petersburg                                                      | 2 - 0 (2 - 0)                       | FC Twente                                           | Selectie FC Twente: |
| do. 17 maart 2011 Aanvangstijd: 19:00 uur Plaats: Sint-Petersburg Petrovski-stadion Toeschouwers: 21.500 Scheidsrechter: Jonas Eriksson | Roman Sjirokov 16' Aleksandr Kerzjakov 38'                                    | 1 - 0 2 - 0                         |                                                     | BASISOPSTELLING: Michajlov - Rosales, Wisgerhof , Onyewu, Buysse - Brama, Landzaat, Janssen - Chadli, De Jong, Bajrami RESERVEBANK: Boschker, Bengtsson, Tiendalli, Bannink, Bruggink, John, Janko WISSELS: 72' John Bajrami                                 |
| |                                                                               |                                     |                                                     | |
| 1/4 finale | Villarreal CF                                                                 | 5 - 1 (3 - 0)                       | FC Twente                                           | Selectie FC Twente: |
| do. 7 april 2011 Aanvangstijd: 21:05 uur Plaats: Villarreal Estadio El Madrigal Toeschouwers: 15.000 Scheidsrechter: Aleksei Nikolaev | Carlos Marchena 22' Borja Valero 43' Nilmar 45' Giuseppe Rossi 55' Nilmar 80' | 1 - 0 2 - 0 3 - 0 4 - 0 5 - 0 5 - 1 | 90' Marc Janko                                      | BASISOPSTELLING: Michajlov - Wisgerhof , Onyewu, Douglas - Rosales, Brama, Janssen, Tiendalli - Ruiz, De Jong, Bajrami RESERVEBANK: Boschker, Bengtsson, Buysse, Landzaat, Janko, Chadli, John WISSELS: 32' Janko De Jong 60' Chadli Ruiz 77' Landzaat Brama |
| - Gele kaarten waren er voor Rosales (58') en Janko (70'). Rosales is hierdoor geschorst voor de thuiswedstrijd tegen Villarreal. |                                                                               |                                     |                                                     | |
| |                                                                               |                                     |                                                     | |
| 1/4 finale | FC Twente                                                                     | 1 - 3 (1 - 0)                       | Villarreal CF                                       | Selectie FC Twente: |
| do. 14 april 2011 Aanvangstijd: 21:05 uur Plaats: Enschede FC Twente Stadion Toeschouwers: 23.500 Scheidsrechter: William Collum | Emir Bajrami 32'                                                              |                                     | 60' Giuseppe Rossi (p) 84' Marco Ruben (p) 90' Cani | BASISOPSTELLING: Boschker - Tiendalli, Onyewu, Douglas, Buysse - Brama , Janssen, Leugers - Ruiz, Janko, Bajrami RESERVEBANK: De Vogt, Wisgerhof, Landzaat, Bannink, Bruggink, Chadli, John WISSELS: 61' Landzaat Brama 71' John Janko 78' Bannink Ruiz      |
| - Een gele kaart was er voor Leugers (53'), een rode voor Tiendalli (58'). Beiden zijn geschorst voor een volgende Europese wedstrijd. Boschker nam de aanvoerdersband over van Brama na diens wissel. Door het resultaat bekert Villarreal verder naar de halve finales. |                                                                               |                                     |                                                     | |
| |                                                                               |                                     |                                                     | |

## Statistieken

### Algemeen
| Omschrijving                  | Kader      | Uitkomst                                              |
| ----------------------------- | ---------- | ----------------------------------------------------- |
| Grootste overwinning          | Competitie | Heracles Almelo thuis (5-0)                           |
| Grootste overwinning          | Beker      | Vitesse thuis (5-0)                                   |
| Grootste overwinning          | Europa     | FK Zenit thuis (3-0)                                  |
| Grootste nederlaag            | Competitie | sc Heerenveen uit (6-2)                               |
| Grootste nederlaag            | Beker      | n.v.t.                                                |
| Grootste nederlaag            | Europa     | Villarreal CF uit (5-1)                               |
| Meest doelpuntrijke wedstrijd | Competitie | sc Heerenveen uit (6-2 verlies)                       |
| Meest doelpuntrijke wedstrijd | Beker      | vv Capelle uit (1-4 winst), Vitesse thuis (5-0 winst) |
| Meest doelpuntrijke wedstrijd | Europa     | Tottenham Hotspur thuis (3-3 gelijk)                  |

### Topscorers

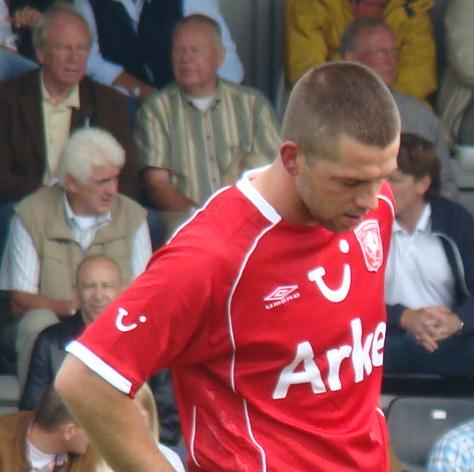
Topscorer Theo Janssen.

| #                 | Naam              | Nationaal | Nationaal | Nationaal | Nationaal | Europees | Europees | Europees | Tot. |
| #                 | Naam              | ED        | B         | JCS       | Subt.     | CL       | EL       | Subt.    | Tot. |
| ----------------- | ----------------- | --------- | --------- | --------- | --------- | -------- | -------- | -------- | ---- |
| 1                 | Theo Janssen      | 13        | 4         | 0         | 17        | 2        | 1        | 3        | 20   |
| 1                 | Luuk de Jong      | 12        | 3         | 1         | 16        | 1        | 3        | 4        | 20   |
| 3                 | Marc Janko        | 14        | 2         | 0         | 16        | 0        | 1        | 1        | 17   |
| 4                 | Nacer Chadli      | 7         | 3         | 0         | 10        | 3        | 0        | 3        | 13   |
| 5                 | Bryan Ruiz        | 9         | 1         | 0         | 10        | 0        | 0        | 0        | 10   |
| 6                 | Denny Landzaat    | 2         | 0         | 0         | 2         | 1        | 1        | 2        | 4    |
| 7                 | Wout Brama        | 2         | 1         | 0         | 3         | 0        | 0        | 0        | 3    |
| 7                 | Douglas           | 2         | 0         | 0         | 2         | 0        | 1        | 1        | 3    |
| 9                 | Emir Bajrami      | 1         | 0         | 0         | 1         | 0        | 1        | 1        | 2    |
| 9                 | Roberto Rosales   | 1         | 0         | 0         | 1         | 1        | 0        | 1        | 2    |
| 11                | Ola John          | 1         | 0         | 0         | 1         | 0        | 0        | 0        | 1    |
| 11                | Bernard Parker    | 0         | 1         | 0         | 1         | 0        | 0        | 0        | 1    |
| 11                | Peter Wisgerhof   | 0         | 0         | 0         | 0         | 0        | 1        | 1        | 1    |
| e.d. tegenstander | e.d. tegenstander | 1         | 0         | 0         | 1         | 1        | 0        | 1        | 2    |
| Totaal            | Totaal            | 65        | 15        | 1         | 81        | 9        | 9        | 18       | 99   |

### Assists

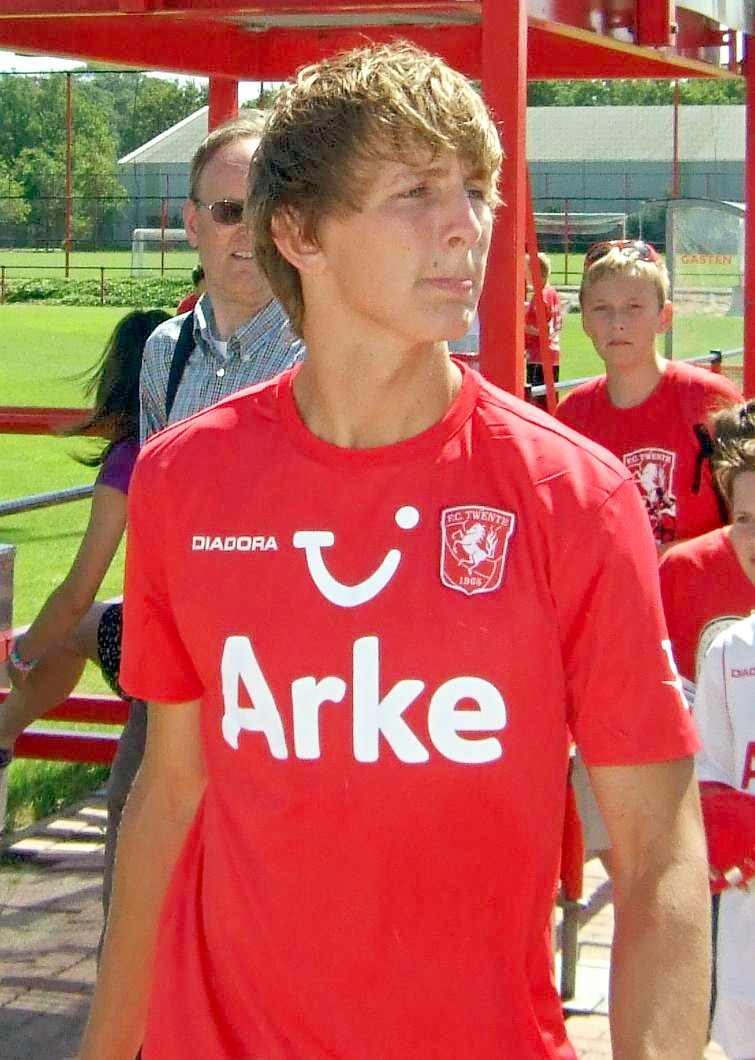
Aangever Luuk de Jong.

| #      | Naam                    | Nationaal | Nationaal | Nationaal | Nationaal | Europees | Europees | Europees | Tot. |
| #      | Naam                    | ED        | B         | JCS       | Subt.     | CL       | EL       | Subt.    | Tot. |
| ------ | ----------------------- | --------- | --------- | --------- | --------- | -------- | -------- | -------- | ---- |
| 1      | Luuk de Jong            | 9         | 4         | 0         | 13        | 0        | 0        | 0        | 13   |
| 2      | Theo Janssen            | 5         | 1         | 0         | 6         | 1        | 3        | 4        | 10   |
| 3      | Bryan Ruiz              | 5         | 0         | 0         | 5         | 1        | 1        | 2        | 7    |
| 4      | Nacer Chadli            | 5         | 1         | 0         | 6         | 0        | 0        | 0        | 6    |
| 5      | Marc Janko              | 4         | 0         | 0         | 4         | 0        | 0        | 0        | 4    |
| 6      | Douglas                 | 3         | 0         | 0         | 3         | 0        | 0        | 0        | 3    |
| 6      | Denny Landzaat          | 3         | 0         | 0         | 3         | 0        | 0        | 0        | 3    |
| 6      | Roberto Rosales         | 3         | 0         | 0         | 3         | 0        | 0        | 0        | 3    |
| 9      | Wout Brama              | 2         | 0         | 0         | 2         | 0        | 0        | 0        | 2    |
| 9      | Peter Wisgerhof         | 1         | 0         | 0         | 1         | 0        | 1        | 1        | 2    |
| 11     | Bart Buysse             | 1         | 0         | 0         | 1         | 0        | 0        | 0        | 1    |
| 11     | Ola John                | 1         | 0         | 0         | 1         | 0        | 0        | 0        | 1    |
| 11     | Michael Schimpelsberger | 0         | 0         | 0         | 0         | 1        | 0        | 1        | 1    |
| 11     | Dario Vujičević         | 0         | 1         | 0         | 1         | 0        | 0        | 0        | 1    |
| Totaal | Totaal                  | 42        | 7         | 0         | 49        | 3        | 5        | 8        | 57   |

### Gele kaarten

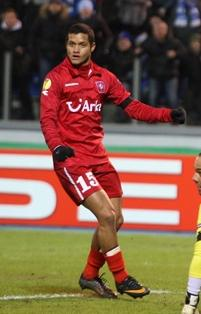
Rosales kreeg het vaakst geel.

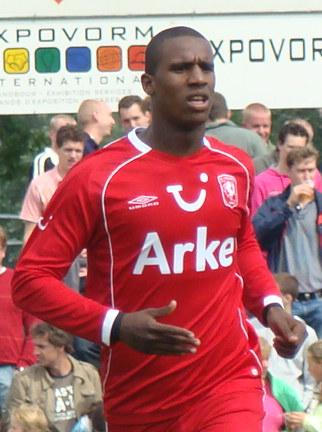
Ook Douglas kreeg negen gele kaarten. Daarnaast ook twee rode.

| #      | Naam                    | Nationaal | Nationaal | Nationaal | Nationaal | Europees | Europees | Europees | Tot. |
| #      | Naam                    | ED        | B         | JCS       | Subt.     | CL       | EL       | Subt.    | Tot. |
| ------ | ----------------------- | --------- | --------- | --------- | --------- | -------- | -------- | -------- | ---- |
| 1      | Douglas                 | 5         | 1         | 0         | 6         | 2        | 1        | 3        | 9    |
| 1      | Theo Janssen            | 7         | 1         | 0         | 8         | 0        | 1        | 1        | 9    |
| 1      | Roberto Rosales         | 6         | 0         | 0         | 6         | 1        | 2        | 3        | 9    |
| 4      | Bart Buysse             | 5         | 1         | 0         | 6         | 0        | 1        | 1        | 7    |
| 5      | Wout Brama              | 2         | 2         | 0         | 4         | 1        | 1        | 2        | 6    |
| 6      | Marc Janko              | 3         | 1         | 0         | 4         | 0        | 1        | 1        | 5    |
| 6      | Luuk de Jong            | 3         | 1         | 1         | 5         | 0        | 0        | 0        | 5    |
| 6      | Thilo Leugers           | 2         | 0         | 0         | 2         | 2        | 1        | 3        | 5    |
| 9      | Denny Landzaat          | 2         | 1         | 0         | 3         | 0        | 1        | 1        | 4    |
| 10     | Emir Bajrami            | 2         | 0         | 1         | 3         | 0        | 0        | 0        | 3    |
| 10     | Dwight Tiendalli        | 2         | 0         | 0         | 2         | 1        | 0        | 1        | 3    |
| 12     | Nacer Chadli            | 2         | 0         | 0         | 2         | 0        | 0        | 0        | 2    |
| 12     | Nikolaj Michajlov       | 0         | 0         | 0         | 0         | 1        | 1        | 2        | 2    |
| 12     | Oguchi Onyewu           | 2         | 0         | 0         | 1         | 0        | 0        | 0        | 2    |
| 12     | Cheick Tioté            | 1         | 0         | 1         | 2         | 0        | 0        | 0        | 2    |
| 12     | Dario Vujičević         | 2         | 0         | 0         | 2         | 0        | 0        | 0        | 2    |
| 12     | Peter Wisgerhof         | 2         | 0         | 0         | 2         | 0        | 0        | 0        | 2    |
| 18     | Rasmus Bengtsson        | 0         | 0         | 0         | 0         | 1        | 0        | 1        | 1    |
| 18     | Nicky Kuiper            | 0         | 0         | 0         | 0         | 1        | 0        | 1        | 1    |
| 18     | Michael Schimpelsberger | 1         | 0         | 0         | 1         | 0        | 0        | 0        | 1    |
| Totaal | Totaal                  | 49        | 8         | 3         | 60        | 10       | 10       | 20       | 80   |

### Rode kaarten
| #      | Naam             | Nationaal | Nationaal | Nationaal | Nationaal | Europees | Europees | Europees | Tot. |
| #      | Naam             | ED        | B         | JCS       | Subt.     | CL       | EL       | Subt.    | Tot. |
| ------ | ---------------- | --------- | --------- | --------- | --------- | -------- | -------- | -------- | ---- |
| 1      | Douglas          | 2         | 0         | 0         | 2         | 0        | 0        | 0        | 2    |
| 2      | Roberto Rosales  | 1         | 0         | 0         | 1         | 0        | 0        | 0        | 1    |
| 3      | Dwight Tiendalli | 0         | 0         | 0         | 0         | 0        | 1        | 1        | 1    |
| Totaal | Totaal           | 3         | 0         | 0         | 3         | 0        | 1        | 1        | 4    |

### Strafschoppen
| #      | Naam           | Competitie       | Aantal | Benut |
| ------ | -------------- | ---------------- | ------ | ----- |
| 1      | Theo Janssen   | Eredivisie       | 4      | 4     |
| 1      | Theo Janssen   | KNVB beker       | 1      | 1     |
| 1      | Theo Janssen   | Totaal           | 5      | 5     |
| 2      | Bryan Ruiz     | Eredivisie       | 4      | 3     |
| 2      | Bryan Ruiz     | KNVB beker       | 1      | 1     |
| 2      | Bryan Ruiz     | Totaal           | 5      | 4     |
| 3      | Luuk de Jong   | KNVB beker       | 1      | 1     |
| 3      | Denny Landzaat | Champions League | 1      | 1     |
| 5      | Marc Janko     | Eredivisie       | 1      | 0     |
| Totaal | Totaal         | Totaal           | 13     | 11    |

| #      | Doelman           | Competitie       | Aantal | GT |
| ------ | ----------------- | ---------------- | ------ | -- |
| 1      | Nikolaj Michajlov | Champions League | 3      | 1  |
| 1      | Nikolaj Michajlov | Eredivisie       | 2      | 0  |
| 1      | Nikolaj Michajlov | Totaal           | 5      | 1  |
| 2      | Sander Boschker   | Europa League    | 2      | 0  |
| 2      | Sander Boschker   | Eredivisie       | 1      | 0  |
| 2      | Sander Boschker   | Totaal           | 3      | 0  |
| Totaal | Totaal            | Totaal           | 8      | 1  |

## Jong FC Twente
Bij Jong FC Twente begon René Hake aan zijn tweede seizoen als trainer van het beloftenelftal. Hij kreeg daarbij assistentie van oud-speler Frans Thijssen. In oktober ging Hake echter in op een aanbieding van zijn oude club FC Emmen om daar hoofdtrainer te worden. Jos Daerden nam daarna zijn taken over.
In vergelijking met het voorgaande seizoen werd Alexander Bannink overgeheveld naar het eerste elftal van FC Twente (en daarna verhuurd aan Heracles Almelo). Sebastian Sumelka vertrok naar 1. FC Magdeburg. Nick Hengelman stapte over naar Heracles Almelo en ook Bartek Pacuszka (Start Otwock sinds begin 2011) en Marcel Piesche (naar FC Emmen) maken geen deel meer uit van de selectie.
Steven Berghuis, Ola John, Nils Röseler, Sander van Aken en Filip Bednarek kwamen over van de voetbalacademie. Daarnaast werd ook Bruno aan de selectie toegevoegd.
In de winterstop werd Thilo Leugers overgeheveld naar de eerste selectie. Flamur Kastrati werd verhuurd aan VfL Osnabrück. Ook Michael Schimpelsberger vertrok. Hij maakte de overstap naar Rapid Wien. Ook Stefan Thesker vertrok op huurbasis. Hij ging naar Fortuna Sittard. Tot slot vertrok ook Petteri Pennanen. De Fin keerde terug naar zijn geboorteland bij FC Inter Turku.
Selectie seizoen 2010/11:
| Positie         | Spelers |
| --------------- | --- |
| Doelverdediging | Nick Marsman (1990), Filip Bednarek (1992) |
| Verdediging     | Sander van Aken (1991), Tuomas Rannankari (1991), Nils Röseler (1992), Mitch Stockentree (1991), Stefan Thesker (1991), Michael Schimpelsberger (1991) |
| Middenveld      | Bruno (1992), Thilo Leugers (1991), Petteri Pennanen (1990), Steven Berghuis (1991)                                                                    |
| Aanval          | Ninos Gouriye (1991), Flamur Kastrati (1991), Ola John (1992)                                                                                          |

De selectie werd bij wedstrijden aangevuld met reservespelers van het eerste elftal en spelers uit de voetbalacademie.